# Lista de asteroides (246001-247000)
Esta é uma lista parcial de asteroides, do asteroide número 246001 até o 247000, inclusive. Veja também o índice com todas as listas disponíveis.

| Objeto Próximos à Terra | Cinturão de asteroides (interno) | Cinturão de asteroides (externo) | Centauro       |
| Cruzador de Marte       | Cinturão de asteroides (meio)    | Troianos de Júpiter              | Transnetuniano |

Veja mais dados de cada asteroide na ligação externa para o Minor Planet Center na última coluna.
Índice: 246001... 246101... 246201... 246301... 246401... 246501... 246601... 246701... 246801... 246901... 

## 246001–246100
| Designação | Designação | Descoberta  | Descoberta       | Descobridor(es)     | Categoria | Mais informações / Referência |
| Permanente | Provisória | Data        | Local            | Descobridor(es)     | Categoria | Mais informações / Referência |
| ---------- | ---------- | ----------- | ---------------- | ------------------- | --------- | ----------------------------- |
| 246001     | 2006 SM349 | 29 set 2006 | Kitt Peak        | Spacewatch          | Ursula    | MPC                           |
| 246002     | 2006 SV361 | 30 set 2006 | Mount Lemmon     | Mount Lemmon Survey | —         | MPC                           |
| 246003     | 2006 SL367 | 25 set 2006 | Catalina         | CSS                 | —         | MPC                           |
| 246004     | 2006 TO12  | 10 out 2006 | Palomar          | NEAT                | —         | MPC                           |
| 246005     | 2006 TS12  | 10 out 2006 | Palomar          | NEAT                | —         | MPC                           |
| 246006     | 2006 TT13  | 10 out 2006 | Palomar          | NEAT                | —         | MPC                           |
| 246007     | 2006 TO14  | 11 out 2006 | Kitt Peak        | Spacewatch          | —         | MPC                           |
| 246008     | 2006 TL15  | 11 out 2006 | Kitt Peak        | Spacewatch          | —         | MPC                           |
| 246009     | 2006 TF17  | 11 out 2006 | Kitt Peak        | Spacewatch          | —         | MPC                           |
| 246010     | 2006 TD20  | 11 out 2006 | Kitt Peak        | Spacewatch          | Ursula    | MPC                           |
| 246011     | 2006 TO51  | 12 out 2006 | Kitt Peak        | Spacewatch          | —         | MPC                           |
| 246012     | 2006 TU63  | 10 out 2006 | Palomar          | NEAT                | —         | MPC                           |
| 246013     | 2006 TB67  | 11 out 2006 | Palomar          | NEAT                | —         | MPC                           |
| 246014     | 2006 TN68  | 11 out 2006 | Palomar          | NEAT                | —         | MPC                           |
| 246015     | 2006 TA71  | 11 out 2006 | Palomar          | NEAT                | —         | MPC                           |
| 246016     | 2006 TT73  | 11 out 2006 | Kitt Peak        | Spacewatch          | —         | MPC                           |
| 246017     | 2006 TB78  | 12 out 2006 | Palomar          | NEAT                | —         | MPC                           |
| 246018     | 2006 TA79  | 12 out 2006 | Kitt Peak        | Spacewatch          | —         | MPC                           |
| 246019     | 2006 TX92  | 15 out 2006 | Kitt Peak        | Spacewatch          | —         | MPC                           |
| 246020     | 2006 TU109 | 11 out 2006 | Palomar          | NEAT                | —         | MPC                           |
| 246021     | 2006 TS117 | 3 out 2006  | Apache Point     | A. C. Becker        | Brangane  | MPC                           |
| 246022     | 2006 UN2   | 16 out 2006 | Goodricke-Pigott | R. A. Tucker        | —         | MPC                           |
| 246023     | 2006 UU13  | 17 out 2006 | Mount Lemmon     | Mount Lemmon Survey | —         | MPC                           |
| 246024     | 2006 UJ43  | 16 out 2006 | Kitt Peak        | Spacewatch          | —         | MPC                           |
| 246025     | 2006 UE54  | 17 out 2006 | Catalina         | CSS                 | Ursula    | MPC                           |
| 246026     | 2006 UF54  | 17 out 2006 | Catalina         | CSS                 | —         | MPC                           |
| 246027     | 2006 UF56  | 18 out 2006 | Kitt Peak        | Spacewatch          | —         | MPC                           |
| 246028     | 2006 UJ67  | 16 out 2006 | Catalina         | CSS                 | —         | MPC                           |
| 246029     | 2006 UB71  | 16 out 2006 | Catalina         | CSS                 | —         | MPC                           |
| 246030     | 2006 UB75  | 17 out 2006 | Catalina         | CSS                 | —         | MPC                           |
| 246031     | 2006 UW76  | 17 out 2006 | Kitt Peak        | Spacewatch          | —         | MPC                           |
| 246032     | 2006 UT89  | 17 out 2006 | Kitt Peak        | Spacewatch          | —         | MPC                           |
| 246033     | 2006 UV89  | 17 out 2006 | Kitt Peak        | Spacewatch          | —         | MPC                           |
| 246034     | 2006 UT95  | 18 out 2006 | Kitt Peak        | Spacewatch          | Brangane  | MPC                           |
| 246035     | 2006 UA115 | 19 out 2006 | Kitt Peak        | Spacewatch          | —         | MPC                           |
| 246036     | 2006 UL137 | 19 out 2006 | Catalina         | CSS                 | Phocaea   | MPC                           |
| 246037     | 2006 UB150 | 20 out 2006 | Catalina         | CSS                 | —         | MPC                           |
| 246038     | 2006 UD150 | 20 out 2006 | Catalina         | CSS                 | —         | MPC                           |
| 246039     | 2006 US175 | 16 out 2006 | Catalina         | CSS                 | Eos       | MPC                           |
| 246040     | 2006 UN176 | 16 out 2006 | Catalina         | CSS                 | —         | MPC                           |
| 246041     | 2006 UF187 | 19 out 2006 | Catalina         | CSS                 | —         | MPC                           |
| 246042     | 2006 UD189 | 19 out 2006 | Catalina         | CSS                 | —         | MPC                           |
| 246043     | 2006 UO190 | 19 out 2006 | Catalina         | CSS                 | —         | MPC                           |
| 246044     | 2006 UG193 | 20 out 2006 | Mount Lemmon     | Mount Lemmon Survey | —         | MPC                           |
| 246045     | 2006 UU198 | 20 out 2006 | Mount Lemmon     | Mount Lemmon Survey | —         | MPC                           |
| 246046     | 2006 US209 | 23 out 2006 | Kitt Peak        | Spacewatch          | —         | MPC                           |
| 246047     | 2006 UC221 | 17 out 2006 | Kitt Peak        | Spacewatch          | —         | MPC                           |
| 246048     | 2006 UT230 | 21 out 2006 | Palomar          | NEAT                | —         | MPC                           |
| 246049     | 2006 UR231 | 21 out 2006 | Palomar          | NEAT                | Ursula    | MPC                           |
| 246050     | 2006 UM236 | 23 out 2006 | Kitt Peak        | Spacewatch          | —         | MPC                           |
| 246051     | 2006 UN237 | 23 out 2006 | Kitt Peak        | Spacewatch          | —         | MPC                           |
| 246052     | 2006 UB253 | 27 out 2006 | Mount Lemmon     | Mount Lemmon Survey | —         | MPC                           |
| 246053     | 2006 UA338 | 22 out 2006 | Mount Lemmon     | Mount Lemmon Survey | Brangane  | MPC                           |
| 246054     | 2006 UX338 | 28 out 2006 | Kitt Peak        | Spacewatch          | —         | MPC                           |
| 246055     | 2006 VP6   | 10 nov 2006 | Kitt Peak        | Spacewatch          | —         | MPC                           |
| 246056     | 2006 VM9   | 11 nov 2006 | Catalina         | CSS                 | —         | MPC                           |
| 246057     | 2006 VH25  | 10 nov 2006 | Kitt Peak        | Spacewatch          | —         | MPC                           |
| 246058     | 2006 VT31  | 11 nov 2006 | Kitt Peak        | Spacewatch          | —         | MPC                           |
| 246059     | 2006 VL48  | 10 nov 2006 | Socorro          | LINEAR              | —         | MPC                           |
| 246060     | 2006 VY51  | 11 nov 2006 | Kitt Peak        | Spacewatch          | —         | MPC                           |
| 246061     | 2006 VX52  | 11 nov 2006 | Kitt Peak        | Spacewatch          | —         | MPC                           |
| 246062     | 2006 VV65  | 11 nov 2006 | Kitt Peak        | Spacewatch          | —         | MPC                           |
| 246063     | 2006 VS73  | 11 nov 2006 | Mount Lemmon     | Mount Lemmon Survey | —         | MPC                           |
| 246064     | 2006 VL94  | 15 nov 2006 | Catalina         | CSS                 | —         | MPC                           |
| 246065     | 2006 VB99  | 11 nov 2006 | Mount Lemmon     | Mount Lemmon Survey | —         | MPC                           |
| 246066     | 2006 VK120 | 14 nov 2006 | Mount Lemmon     | Mount Lemmon Survey | —         | MPC                           |
| 246067     | 2006 VE129 | 15 nov 2006 | Socorro          | LINEAR              | —         | MPC                           |
| 246068     | 2006 VM149 | 2 nov 2006  | Catalina         | CSS                 | —         | MPC                           |
| 246069     | 2006 VZ168 | 14 nov 2006 | Kitt Peak        | Spacewatch          | —         | MPC                           |
| 246070     | 2006 WD42  | 16 nov 2006 | Mount Lemmon     | Mount Lemmon Survey | —         | MPC                           |
| 246071     | 2006 WH44  | 16 nov 2006 | Kitt Peak        | Spacewatch          | —         | MPC                           |
| 246072     | 2006 WJ57  | 17 nov 2006 | Kitt Peak        | Spacewatch          | Ursula    | MPC                           |
| 246073     | 2006 WC62  | 17 nov 2006 | Catalina         | CSS                 | —         | MPC                           |
| 246074     | 2006 WA107 | 19 nov 2006 | Catalina         | CSS                 | —         | MPC                           |
| 246075     | 2006 WK120 | 21 nov 2006 | Socorro          | LINEAR              | —         | MPC                           |
| 246076     | 2006 WB150 | 20 nov 2006 | Kitt Peak        | Spacewatch          | —         | MPC                           |
| 246077     | 2006 WO198 | 16 nov 2006 | Kitt Peak        | Spacewatch          | —         | MPC                           |
| 246078     | 2006 WS198 | 20 nov 2006 | Catalina         | CSS                 | —         | MPC                           |
| 246079     | 2006 XD4   | 14 dez 2006 | Kitami           | K. Endate           | —         | MPC                           |
| 246080     | 2006 XC5   | 1 dez 2006  | Catalina         | CSS                 | —         | MPC                           |
| 246081     | 2006 XN5   | 6 dez 2006  | Palomar          | NEAT                | Phocaea   | MPC                           |
| 246082     | 2006 XT16  | 10 dez 2006 | Kitt Peak        | Spacewatch          | Brangane  | MPC                           |
| 246083     | 2006 XQ17  | 10 dez 2006 | Kitt Peak        | Spacewatch          | —         | MPC                           |
| 246084     | 2006 XX34  | 11 dez 2006 | Kitt Peak        | Spacewatch          | —         | MPC                           |
| 246085     | 2006 XM51  | 14 dez 2006 | Kitt Peak        | Spacewatch          | —         | MPC                           |
| 246086     | 2006 YQ33  | 21 dez 2006 | Kitt Peak        | Spacewatch          | —         | MPC                           |
| 246087     | 2007 AL3   | 8 jan 2007  | Kitt Peak        | Spacewatch          | —         | MPC                           |
| 246088     | 2007 AW8   | 9 jan 2007  | Marly            | P. Kocher           | —         | MPC                           |
| 246089     | 2007 AA12  | 14 jan 2007 | Črni Vrh         | Črni Vrh            | —         | MPC                           |
| 246090     | 2007 AN25  | 15 jan 2007 | Goodricke-Pigott | R. A. Tucker        | —         | MPC                           |
| 246091     | 2007 AW25  | 15 jan 2007 | Anderson Mesa    | LONEOS              | —         | MPC                           |
| 246092     | 2007 BS1   | 16 jan 2007 | Catalina         | CSS                 | —         | MPC                           |
| 246093     | 2007 BR39  | 24 jan 2007 | Mount Lemmon     | Mount Lemmon Survey | —         | MPC                           |
| 246094     | 2007 CS44  | 8 fev 2007  | Palomar          | NEAT                | —         | MPC                           |
| 246095     | 2007 DQ102 | 16 fev 2007 | Mount Lemmon     | Mount Lemmon Survey | —         | MPC                           |
| 246096     | 2007 EL25  | 10 mar 2007 | Mount Lemmon     | Mount Lemmon Survey | —         | MPC                           |
| 246097     | 2007 EN63  | 10 mar 2007 | Kitt Peak        | Spacewatch          | —         | MPC                           |
| 246098     | 2007 EA82  | 11 mar 2007 | Mount Lemmon     | Mount Lemmon Survey | —         | MPC                           |
| 246099     | 2007 EL96  | 10 mar 2007 | Mount Lemmon     | Mount Lemmon Survey | —         | MPC                           |
| 246100     | 2007 EV136 | 10 mar 2007 | Palomar          | NEAT                | —         | MPC                           |

## 246101–246200
| Designação         | Designação | Descoberta  | Descoberta        | Descobridor(es)        | Categoria | Mais informações / Referência |
| Permanente         | Provisória | Data        | Local             | Descobridor(es)        | Categoria | Mais informações / Referência |
| ------------------ | ---------- | ----------- | ----------------- | ---------------------- | --------- | ----------------------------- |
| 246101             | 2007 ED145 | 12 mar 2007 | Mount Lemmon      | Mount Lemmon Survey    | —         | MPC                           |
| 246102             | 2007 EY156 | 12 mar 2007 | Kitt Peak         | Spacewatch             | —         | MPC                           |
| 246103             | 2007 ER160 | 14 mar 2007 | Mount Lemmon      | Mount Lemmon Survey    | —         | MPC                           |
| 246104             | 2007 EB163 | 15 mar 2007 | Mount Lemmon      | Mount Lemmon Survey    | —         | MPC                           |
| 246105             | 2007 EE173 | 14 mar 2007 | Kitt Peak         | Spacewatch             | —         | MPC                           |
| 246106             | 2007 EE188 | 11 mar 2007 | Mount Lemmon      | Mount Lemmon Survey    | Juno      | MPC                           |
| 246107             | 2007 FM24  | 20 mar 2007 | Anderson Mesa     | LONEOS                 | —         | MPC                           |
| 246108             | 2007 FT27  | 20 mar 2007 | Mount Lemmon      | Mount Lemmon Survey    | —         | MPC                           |
| 246109             | 2007 FE31  | 20 mar 2007 | Mount Lemmon      | Mount Lemmon Survey    | —         | MPC                           |
| 246110             | 2007 FP41  | 26 mar 2007 | Mount Lemmon      | Mount Lemmon Survey    | —         | MPC                           |
| 246111             | 2007 FC50  | 20 mar 2007 | Catalina          | CSS                    | Pallas    | MPC                           |
| 246112             | 2007 GJ54  | 15 abr 2007 | Kitt Peak         | Spacewatch             | —         | MPC                           |
| 246113             | 2007 GY69  | 15 abr 2007 | Mount Lemmon      | Mount Lemmon Survey    | —         | MPC                           |
| 246114             | 2007 GR70  | 15 abr 2007 | Mount Lemmon      | Mount Lemmon Survey    | —         | MPC                           |
| 246115             | 2007 HC7   | 16 abr 2007 | Socorro           | LINEAR                 | —         | MPC                           |
| 246116             | 2007 HS44  | 18 abr 2007 | Mount Lemmon      | Mount Lemmon Survey    | —         | MPC                           |
| 246117             | 2007 HD50  | 20 abr 2007 | Kitt Peak         | Spacewatch             | —         | MPC                           |
| 246118             | 2007 HB88  | 20 abr 2007 | Tiki              | N. Teamo               | —         | MPC                           |
| 246119             | 2007 JC1   | 7 mai 2007  | Kitt Peak         | Spacewatch             | —         | MPC                           |
| 246120             | 2007 JJ3   | 6 mai 2007  | Kitt Peak         | Spacewatch             | —         | MPC                           |
| 246121             | 2007 JD11  | 7 mai 2007  | Kitt Peak         | Spacewatch             | —         | MPC                           |
| 246122             | 2007 JV12  | 7 mai 2007  | Kitt Peak         | Spacewatch             | Brangane  | MPC                           |
| 246123             | 2007 JF13  | 7 mai 2007  | Lulin Observatory | LUSS                   | —         | MPC                           |
| 246124             | 2007 JW22  | 11 mai 2007 | Lulin Observatory | LUSS                   | —         | MPC                           |
| 246125             | 2007 JO42  | 11 mai 2007 | Catalina          | CSS                    | Juno      | MPC                           |
| 246126             | 2007 KY3   | 21 mai 2007 | Catalina          | CSS                    | —         | MPC                           |
| 246127             | 2007 LF16  | 10 jun 2007 | Kitt Peak         | Spacewatch             | —         | MPC                           |
| 246128             | 2007 LY18  | 9 jun 2007  | Catalina          | CSS                    | —         | MPC                           |
| 246129             | 2007 LT25  | 14 jun 2007 | Kitt Peak         | Spacewatch             | —         | MPC                           |
| 246130             | 2007 LK29  | 15 jun 2007 | Kitt Peak         | Spacewatch             | —         | MPC                           |
| 246131             | 2007 LV33  | 12 jun 2007 | Catalina          | CSS                    | —         | MPC                           |
| 246132 Lugyny      | 2007 NM1   | 9 jul 2007  | Andrushivka       | Andrushivka Obs.       | —         | MPC                           |
| 246133             | 2007 NS1   | 12 jul 2007 | La Sagra          | Mallorca Obs.          | —         | MPC                           |
| 246134             | 2007 NA4   | 13 jul 2007 | Tiki              | N. Teamo               | —         | MPC                           |
| 246135             | 2007 NB6   | 10 jul 2007 | Siding Spring     | SSS                    | —         | MPC                           |
| 246136             | 2007 NM6   | 10 jul 2007 | Siding Spring     | SSS                    | —         | MPC                           |
| 246137             | 2007 OC    | 16 jul 2007 | La Sagra          | Mallorca Obs.          | —         | MPC                           |
| 246138             | 2007 OG3   | 19 jul 2007 | Catalina          | CSS                    | —         | MPC                           |
| 246139             | 2007 OF8   | 25 jul 2007 | Lulin Observatory | LUSS                   | —         | MPC                           |
| 246140             | 2007 PM    | 5 ago 2007  | Dauban            | Chante-Perdrix Obs.    | —         | MPC                           |
| 246141             | 2007 PV    | 4 ago 2007  | Reedy Creek       | J. Broughton           | —         | MPC                           |
| 246142             | 2007 PC3   | 4 ago 2007  | Siding Spring     | SSS                    | —         | MPC                           |
| 246143             | 2007 PF5   | 5 ago 2007  | Socorro           | LINEAR                 | —         | MPC                           |
| 246144             | 2007 PA6   | 8 ago 2007  | Socorro           | LINEAR                 | —         | MPC                           |
| 246145             | 2007 PE9   | 11 ago 2007 | Dauban            | Chante-Perdrix Obs.    | Vesta     | MPC                           |
| 246146             | 2007 PQ10  | 9 ago 2007  | Socorro           | LINEAR                 | —         | MPC                           |
| 246147             | 2007 PM16  | 8 ago 2007  | Socorro           | LINEAR                 | Vesta     | MPC                           |
| 246148             | 2007 PC24  | 12 ago 2007 | Socorro           | LINEAR                 | —         | MPC                           |
| 246149             | 2007 PE24  | 12 ago 2007 | Socorro           | LINEAR                 | —         | MPC                           |
| 246150             | 2007 PF24  | 12 ago 2007 | Socorro           | LINEAR                 | —         | MPC                           |
| 246151             | 2007 PW24  | 12 ago 2007 | Socorro           | LINEAR                 | —         | MPC                           |
| 246152             | 2007 PX25  | 8 ago 2007  | Socorro           | LINEAR                 | —         | MPC                           |
| 246153 Waltermaria | 2007 PW30  | 15 ago 2007 | San Marcello      | M. Mazzucato, F. Dolfi | —         | MPC                           |
| 246154             | 2007 PB31  | 5 ago 2007  | Socorro           | LINEAR                 | —         | MPC                           |
| 246155             | 2007 PR33  | 12 ago 2007 | Socorro           | LINEAR                 | —         | MPC                           |
| 246156             | 2007 PF35  | 9 ago 2007  | Socorro           | LINEAR                 | —         | MPC                           |
| 246157             | 2007 PT35  | 11 ago 2007 | Socorro           | LINEAR                 | —         | MPC                           |
| 246158             | 2007 PC37  | 13 ago 2007 | Socorro           | LINEAR                 | —         | MPC                           |
| 246159             | 2007 PY39  | 15 ago 2007 | Socorro           | LINEAR                 | —         | MPC                           |
| 246160             | 2007 PE40  | 10 ago 2007 | Kitt Peak         | Spacewatch             | —         | MPC                           |
| 246161             | 2007 PQ45  | 13 ago 2007 | Siding Spring     | SSS                    | —         | MPC                           |
| 246162             | 2007 QR    | 16 ago 2007 | Purple Mountain   | PMO NEO                | —         | MPC                           |
| 246163             | 2007 QV2   | 19 ago 2007 | La Sagra          | Mallorca Obs.          | —         | MPC                           |
| 246164 Zdvyzhensk  | 2007 QH3   | 22 ago 2007 | Andrushivka       | Andrushivka Obs.       | —         | MPC                           |
| 246165             | 2007 QT11  | 23 ago 2007 | Kitt Peak         | Spacewatch             | —         | MPC                           |
| 246166             | 2007 RQ5   | 5 set 2007  | La Sagra          | Mallorca Obs.          | Phocaea   | MPC                           |
| 246167 Joskohn     | 2007 RF8   | 5 set 2007  | Marly             | P. Kocher              | —         | MPC                           |
| 246168             | 2007 RE13  | 3 set 2007  | Catalina          | CSS                    | —         | MPC                           |
| 246169             | 2007 RQ13  | 11 set 2007 | Goodricke-Pigott  | R. A. Tucker           | —         | MPC                           |
| 246170             | 2007 RY13  | 6 set 2007  | La Sagra          | Mallorca Obs.          | —         | MPC                           |
| 246171 Konrad      | 2007 RU15  | 4 set 2007  | Rimbach           | M. König               | —         | MPC                           |
| 246172             | 2007 RL16  | 13 set 2007 | Mayhill           | A. Lowe                | —         | MPC                           |
| 246173             | 2007 RN17  | 12 set 2007 | Bisei SG Center   | BATTeRS                | —         | MPC                           |
| 246174             | 2007 RF23  | 3 set 2007  | Catalina          | CSS                    | —         | MPC                           |
| 246175             | 2007 RT27  | 4 set 2007  | Catalina          | CSS                    | —         | MPC                           |
| 246176             | 2007 RV32  | 5 set 2007  | Catalina          | CSS                    | —         | MPC                           |
| 246177             | 2007 RN33  | 5 set 2007  | Catalina          | CSS                    | —         | MPC                           |
| 246178             | 2007 RD38  | 8 set 2007  | Anderson Mesa     | LONEOS                 | —         | MPC                           |
| 246179             | 2007 RL38  | 8 set 2007  | Anderson Mesa     | LONEOS                 | Mitidika  | MPC                           |
| 246180             | 2007 RC45  | 9 set 2007  | Kitt Peak         | Spacewatch             | —         | MPC                           |
| 246181             | 2007 RP47  | 9 set 2007  | Mount Lemmon      | Mount Lemmon Survey    | —         | MPC                           |
| 246182             | 2007 RS48  | 9 set 2007  | Mount Lemmon      | Mount Lemmon Survey    | —         | MPC                           |
| 246183             | 2007 RC57  | 9 set 2007  | Kitt Peak         | Spacewatch             | —         | MPC                           |
| 246184             | 2007 RA58  | 9 set 2007  | Anderson Mesa     | LONEOS                 | —         | MPC                           |
| 246185             | 2007 RH58  | 9 set 2007  | Kitt Peak         | Spacewatch             | —         | MPC                           |
| 246186             | 2007 RN58  | 9 set 2007  | Kitt Peak         | Spacewatch             | —         | MPC                           |
| 246187             | 2007 RO58  | 9 set 2007  | Kitt Peak         | Spacewatch             | Phocaea   | MPC                           |
| 246188             | 2007 RY68  | 10 set 2007 | Kitt Peak         | Spacewatch             | —         | MPC                           |
| 246189             | 2007 RE69  | 10 set 2007 | Kitt Peak         | Spacewatch             | —         | MPC                           |
| 246190             | 2007 RT82  | 10 set 2007 | Mount Lemmon      | Mount Lemmon Survey    | —         | MPC                           |
| 246191             | 2007 RY83  | 10 set 2007 | Kitt Peak         | Spacewatch             | —         | MPC                           |
| 246192             | 2007 RH88  | 10 set 2007 | Mount Lemmon      | Mount Lemmon Survey    | —         | MPC                           |
| 246193             | 2007 RD99  | 11 set 2007 | Kitt Peak         | Spacewatch             | —         | MPC                           |
| 246194             | 2007 RG102 | 11 set 2007 | Catalina          | CSS                    | —         | MPC                           |
| 246195             | 2007 RD106 | 11 set 2007 | Catalina          | CSS                    | —         | MPC                           |
| 246196             | 2007 RR109 | 11 set 2007 | Kitt Peak         | Spacewatch             | —         | MPC                           |
| 246197             | 2007 RY116 | 11 set 2007 | Kitt Peak         | Spacewatch             | —         | MPC                           |
| 246198             | 2007 RW128 | 12 set 2007 | Mount Lemmon      | Mount Lemmon Survey    | —         | MPC                           |
| 246199             | 2007 RM129 | 12 set 2007 | Mount Lemmon      | Mount Lemmon Survey    | —         | MPC                           |
| 246200             | 2007 RN132 | 13 set 2007 | Mount Lemmon      | Mount Lemmon Survey    | —         | MPC                           |

## 246201–246300
| Designação           | Designação | Descoberta  | Descoberta        | Descobridor(es)      | Categoria | Mais informações / Referência |
| Permanente           | Provisória | Data        | Local             | Descobridor(es)      | Categoria | Mais informações / Referência |
| -------------------- | ---------- | ----------- | ----------------- | -------------------- | --------- | ----------------------------- |
| 246201               | 2007 RH135 | 12 set 2007 | Goodricke-Pigott  | R. A. Tucker         | —         | MPC                           |
| 246202               | 2007 RC136 | 14 set 2007 | Mount Lemmon      | Mount Lemmon Survey  | —         | MPC                           |
| 246203               | 2007 RO139 | 13 set 2007 | Socorro           | LINEAR               | —         | MPC                           |
| 246204               | 2007 RA142 | 13 set 2007 | Socorro           | LINEAR               | —         | MPC                           |
| 246205               | 2007 RY142 | 14 set 2007 | Socorro           | LINEAR               | —         | MPC                           |
| 246206               | 2007 RV143 | 14 set 2007 | Socorro           | LINEAR               | —         | MPC                           |
| 246207               | 2007 RS144 | 14 set 2007 | Socorro           | LINEAR               | —         | MPC                           |
| 246208               | 2007 RW144 | 14 set 2007 | Socorro           | LINEAR               | —         | MPC                           |
| 246209               | 2007 RZ149 | 12 set 2007 | Lulin             | LUSS                 | Brangane  | MPC                           |
| 246210               | 2007 RF150 | 13 set 2007 | Catalina          | CSS                  | —         | MPC                           |
| 246211               | 2007 RE153 | 10 set 2007 | Kitt Peak         | Spacewatch           | —         | MPC                           |
| 246212               | 2007 RR164 | 10 set 2007 | Kitt Peak         | Spacewatch           | Maria     | MPC                           |
| 246213               | 2007 RP165 | 10 set 2007 | Kitt Peak         | Spacewatch           | —         | MPC                           |
| 246214               | 2007 RE167 | 10 set 2007 | Kitt Peak         | Spacewatch           | —         | MPC                           |
| 246215               | 2007 RC169 | 10 set 2007 | Kitt Peak         | Spacewatch           | —         | MPC                           |
| 246216               | 2007 RL173 | 10 set 2007 | Kitt Peak         | Spacewatch           | —         | MPC                           |
| 246217               | 2007 RX175 | 8 set 2007  | Mount Lemmon      | Mount Lemmon Survey  | —         | MPC                           |
| 246218               | 2007 RE176 | 9 set 2007  | Mount Lemmon      | Mount Lemmon Survey  | —         | MPC                           |
| 246219               | 2007 RF179 | 10 set 2007 | Mount Lemmon      | Mount Lemmon Survey  | —         | MPC                           |
| 246220               | 2007 RK186 | 13 set 2007 | Mount Lemmon      | Mount Lemmon Survey  | —         | MPC                           |
| 246221               | 2007 RR194 | 12 set 2007 | Kitt Peak         | Spacewatch           | Mitidika  | MPC                           |
| 246222               | 2007 RL203 | 13 set 2007 | Kitt Peak         | Spacewatch           | —         | MPC                           |
| 246223               | 2007 RX204 | 9 set 2007  | Kitt Peak         | Spacewatch           | —         | MPC                           |
| 246224               | 2007 RU208 | 10 set 2007 | Kitt Peak         | Spacewatch           | —         | MPC                           |
| 246225               | 2007 RX209 | 10 set 2007 | Kitt Peak         | Spacewatch           | —         | MPC                           |
| 246226               | 2007 RH212 | 11 set 2007 | Kitt Peak         | Spacewatch           | —         | MPC                           |
| 246227               | 2007 RJ217 | 13 set 2007 | Mount Lemmon      | Mount Lemmon Survey  | —         | MPC                           |
| 246228               | 2007 RK232 | 11 set 2007 | Purple Mountain   | PMO NEO              | —         | MPC                           |
| 246229               | 2007 RQ232 | 11 set 2007 | Purple Mountain   | PMO NEO              | —         | MPC                           |
| 246230               | 2007 RU239 | 14 set 2007 | Catalina          | CSS                  | —         | MPC                           |
| 246231               | 2007 RC241 | 10 set 2007 | Catalina          | CSS                  | —         | MPC                           |
| 246232               | 2007 RN241 | 12 set 2007 | Catalina          | CSS                  | —         | MPC                           |
| 246233               | 2007 RW250 | 13 set 2007 | Kitt Peak         | Spacewatch           | —         | MPC                           |
| 246234               | 2007 RT254 | 14 set 2007 | Kitt Peak         | Spacewatch           | —         | MPC                           |
| 246235               | 2007 RK256 | 14 set 2007 | Catalina          | CSS                  | —         | MPC                           |
| 246236               | 2007 RV260 | 14 set 2007 | Kitt Peak         | Spacewatch           | —         | MPC                           |
| 246237               | 2007 RB274 | 15 set 2007 | Kitt Peak         | Spacewatch           | —         | MPC                           |
| 246238 Crampton      | 2007 RL274 | 5 set 2007  | Mauna Kea         | D. D. Balam          | —         | MPC                           |
| 246239               | 2007 RF278 | 5 set 2007  | Catalina          | CSS                  | —         | MPC                           |
| 246240               | 2007 RY286 | 5 set 2007  | Catalina          | CSS                  | —         | MPC                           |
| 246241               | 2007 RQ301 | 13 set 2007 | Mount Lemmon      | Mount Lemmon Survey  | —         | MPC                           |
| 246242               | 2007 RW309 | 13 set 2007 | Mount Lemmon      | Mount Lemmon Survey  | —         | MPC                           |
| 246243               | 2007 RH323 | 15 set 2007 | Mount Lemmon      | Mount Lemmon Survey  | —         | MPC                           |
| 246244               | 2007 SV5   | 19 set 2007 | Socorro           | LINEAR               | —         | MPC                           |
| 246245               | 2007 SX5   | 21 set 2007 | Socorro           | LINEAR               | —         | MPC                           |
| 246246               | 2007 SD7   | 18 set 2007 | Kitt Peak         | Spacewatch           | —         | MPC                           |
| 246247 Sheldoncooper | 2007 SP14  | 20 set 2007 | Lulin Observatory | Q.-z. Ye, H.-C. Lin  | —         | MPC                           |
| 246248               | 2007 TX    | 2 out 2007  | Antares           | ARO                  | Brangane  | MPC                           |
| 246249               | 2007 TV3   | 5 out 2007  | Bergisch Gladbach | W. Bickel            | —         | MPC                           |
| 246250               | 2007 TN4   | 6 out 2007  | 7300 Observatory  | W. K. Y. Yeung       | —         | MPC                           |
| 246251               | 2007 TU6   | 6 out 2007  | La Sagra          | Mallorca Obs.        | —         | MPC                           |
| 246252               | 2007 TY6   | 6 out 2007  | La Sagra          | Mallorca Obs.        | —         | MPC                           |
| 246253               | 2007 TF7   | 7 out 2007  | Dauban            | Chante-Perdrix Obs.  | —         | MPC                           |
| 246254               | 2007 TV7   | 7 out 2007  | Altschwendt       | W. Ries              | —         | MPC                           |
| 246255               | 2007 TR12  | 6 out 2007  | Socorro           | LINEAR               | —         | MPC                           |
| 246256               | 2007 TQ13  | 6 out 2007  | Socorro           | LINEAR               | —         | MPC                           |
| 246257               | 2007 TS13  | 6 out 2007  | Socorro           | LINEAR               | —         | MPC                           |
| 246258               | 2007 TU14  | 8 out 2007  | Altschwendt       | W. Ries              | —         | MPC                           |
| 246259               | 2007 TC15  | 8 out 2007  | 7300              | W. K. Y. Yeung       | —         | MPC                           |
| 246260               | 2007 TV16  | 6 out 2007  | Kitt Peak         | Spacewatch           | —         | MPC                           |
| 246261               | 2007 TW16  | 6 out 2007  | Kitt Peak         | Spacewatch           | —         | MPC                           |
| 246262               | 2007 TJ17  | 7 out 2007  | Calvin-Rehoboth   | Calvin–Rehoboth Obs. | —         | MPC                           |
| 246263               | 2007 TV17  | 7 out 2007  | Dauban            | Chante-Perdrix Obs.  | —         | MPC                           |
| 246264               | 2007 TR25  | 4 out 2007  | Kitt Peak         | Spacewatch           | —         | MPC                           |
| 246265               | 2007 TY25  | 4 out 2007  | Kitt Peak         | Spacewatch           | —         | MPC                           |
| 246266               | 2007 TW26  | 4 out 2007  | Kitt Peak         | Spacewatch           | —         | MPC                           |
| 246267               | 2007 TN29  | 4 out 2007  | Kitt Peak         | Spacewatch           | —         | MPC                           |
| 246268               | 2007 TD30  | 4 out 2007  | Kitt Peak         | Spacewatch           | —         | MPC                           |
| 246269               | 2007 TF32  | 6 out 2007  | Kitt Peak         | Spacewatch           | —         | MPC                           |
| 246270               | 2007 TR34  | 6 out 2007  | Kitt Peak         | Spacewatch           | —         | MPC                           |
| 246271               | 2007 TJ40  | 6 out 2007  | Kitt Peak         | Spacewatch           | —         | MPC                           |
| 246272               | 2007 TO41  | 6 out 2007  | Kitt Peak         | Spacewatch           | —         | MPC                           |
| 246273               | 2007 TW44  | 7 out 2007  | Catalina          | CSS                  | Brangane  | MPC                           |
| 246274               | 2007 TY45  | 7 out 2007  | Catalina          | CSS                  | —         | MPC                           |
| 246275               | 2007 TS46  | 4 out 2007  | Kitt Peak         | Spacewatch           | —         | MPC                           |
| 246276               | 2007 TQ47  | 4 out 2007  | Kitt Peak         | Spacewatch           | —         | MPC                           |
| 246277               | 2007 TG54  | 4 out 2007  | Kitt Peak         | Spacewatch           | —         | MPC                           |
| 246278               | 2007 TT54  | 4 out 2007  | Kitt Peak         | Spacewatch           | —         | MPC                           |
| 246279               | 2007 TE55  | 4 out 2007  | Kitt Peak         | Spacewatch           | Brangane  | MPC                           |
| 246280               | 2007 TU64  | 7 out 2007  | Mount Lemmon      | Mount Lemmon Survey  | Ursula    | MPC                           |
| 246281               | 2007 TC65  | 7 out 2007  | Mount Lemmon      | Mount Lemmon Survey  | —         | MPC                           |
| 246282               | 2007 TH65  | 7 out 2007  | Mount Lemmon      | Mount Lemmon Survey  | —         | MPC                           |
| 246283               | 2007 TF66  | 5 out 2007  | Bisei SG Center   | BATTeRS              | —         | MPC                           |
| 246284               | 2007 TD67  | 12 out 2007 | Dauban            | Chante-Perdrix Obs.  | —         | MPC                           |
| 246285               | 2007 TK67  | 7 out 2007  | Catalina          | CSS                  | —         | MPC                           |
| 246286               | 2007 TS67  | 8 out 2007  | Anderson Mesa     | LONEOS               | —         | MPC                           |
| 246287               | 2007 TX70  | 13 out 2007 | Goodricke-Pigott  | R. A. Tucker         | —         | MPC                           |
| 246288               | 2007 TS72  | 7 out 2007  | Socorro           | LINEAR               | —         | MPC                           |
| 246289               | 2007 TC73  | 14 out 2007 | Altschwendt       | W. Ries              | —         | MPC                           |
| 246290               | 2007 TH76  | 5 out 2007  | Kitt Peak         | Spacewatch           | —         | MPC                           |
| 246291               | 2007 TQ76  | 5 out 2007  | Kitt Peak         | Spacewatch           | —         | MPC                           |
| 246292               | 2007 TW77  | 5 out 2007  | Kitt Peak         | Spacewatch           | —         | MPC                           |
| 246293               | 2007 TH79  | 5 out 2007  | Kitt Peak         | Spacewatch           | —         | MPC                           |
| 246294               | 2007 TN81  | 7 out 2007  | Catalina          | CSS                  | Eos       | MPC                           |
| 246295               | 2007 TF82  | 8 out 2007  | Mount Lemmon      | Mount Lemmon Survey  | Phocaea   | MPC                           |
| 246296               | 2007 TR89  | 8 out 2007  | Mount Lemmon      | Mount Lemmon Survey  | —         | MPC                           |
| 246297               | 2007 TU101 | 8 out 2007  | Mount Lemmon      | Mount Lemmon Survey  | —         | MPC                           |
| 246298               | 2007 TE102 | 8 out 2007  | Anderson Mesa     | LONEOS               | —         | MPC                           |
| 246299               | 2007 TF104 | 8 out 2007  | Mount Lemmon      | Mount Lemmon Survey  | —         | MPC                           |
| 246300               | 2007 TN104 | 8 out 2007  | Mount Lemmon      | Mount Lemmon Survey  | —         | MPC                           |

## 246301–246400
| Designação         | Designação | Descoberta  | Descoberta      | Descobridor(es)     | Categoria | Mais informações / Referência |
| Permanente         | Provisória | Data        | Local           | Descobridor(es)     | Categoria | Mais informações / Referência |
| ------------------ | ---------- | ----------- | --------------- | ------------------- | --------- | ----------------------------- |
| 246301             | 2007 TF116 | 8 out 2007  | Mount Lemmon    | Mount Lemmon Survey | —         | MPC                           |
| 246302             | 2007 TW125 | 6 out 2007  | Kitt Peak       | Spacewatch          | —         | MPC                           |
| 246303             | 2007 TB129 | 6 out 2007  | Kitt Peak       | Spacewatch          | —         | MPC                           |
| 246304             | 2007 TZ129 | 6 out 2007  | Kitt Peak       | Spacewatch          | —         | MPC                           |
| 246305             | 2007 TD135 | 8 out 2007  | Kitt Peak       | Spacewatch          | —         | MPC                           |
| 246306             | 2007 TX140 | 9 out 2007  | Mount Lemmon    | Mount Lemmon Survey | —         | MPC                           |
| 246307             | 2007 TV147 | 7 out 2007  | Socorro         | LINEAR              | —         | MPC                           |
| 246308             | 2007 TX147 | 7 out 2007  | Socorro         | LINEAR              | —         | MPC                           |
| 246309             | 2007 TY147 | 7 out 2007  | Socorro         | LINEAR              | —         | MPC                           |
| 246310             | 2007 TM153 | 9 out 2007  | Socorro         | LINEAR              | —         | MPC                           |
| 246311             | 2007 TX157 | 9 out 2007  | Socorro         | LINEAR              | —         | MPC                           |
| 246312             | 2007 TT158 | 9 out 2007  | Socorro         | LINEAR              | —         | MPC                           |
| 246313             | 2007 TJ160 | 9 out 2007  | Socorro         | LINEAR              | Brangane  | MPC                           |
| 246314             | 2007 TV164 | 11 out 2007 | Socorro         | LINEAR              | —         | MPC                           |
| 246315             | 2007 TA167 | 12 out 2007 | Socorro         | LINEAR              | —         | MPC                           |
| 246316             | 2007 TP167 | 12 out 2007 | Socorro         | LINEAR              | —         | MPC                           |
| 246317             | 2007 TV168 | 12 out 2007 | Socorro         | LINEAR              | —         | MPC                           |
| 246318             | 2007 TZ169 | 12 out 2007 | Socorro         | LINEAR              | —         | MPC                           |
| 246319             | 2007 TQ172 | 13 out 2007 | Socorro         | LINEAR              | —         | MPC                           |
| 246320             | 2007 TB181 | 8 out 2007  | Anderson Mesa   | LONEOS              | —         | MPC                           |
| 246321             | 2007 TR181 | 8 out 2007  | Anderson Mesa   | LONEOS              | —         | MPC                           |
| 246322             | 2007 TH183 | 9 out 2007  | Kitt Peak       | Spacewatch          | —         | MPC                           |
| 246323             | 2007 TF192 | 5 out 2007  | Kitt Peak       | Spacewatch          | Brangane  | MPC                           |
| 246324             | 2007 TE200 | 8 out 2007  | Kitt Peak       | Spacewatch          | —         | MPC                           |
| 246325             | 2007 TD214 | 7 out 2007  | Kitt Peak       | Spacewatch          | —         | MPC                           |
| 246326             | 2007 TK215 | 7 out 2007  | Kitt Peak       | Spacewatch          | —         | MPC                           |
| 246327             | 2007 TR218 | 7 out 2007  | Kitt Peak       | Spacewatch          | —         | MPC                           |
| 246328             | 2007 TE226 | 8 out 2007  | Kitt Peak       | Spacewatch          | —         | MPC                           |
| 246329             | 2007 TT228 | 8 out 2007  | Kitt Peak       | Spacewatch          | —         | MPC                           |
| 246330             | 2007 TE229 | 8 out 2007  | Kitt Peak       | Spacewatch          | —         | MPC                           |
| 246331             | 2007 TB234 | 8 out 2007  | Kitt Peak       | Spacewatch          | —         | MPC                           |
| 246332             | 2007 TJ234 | 8 out 2007  | Kitt Peak       | Spacewatch          | —         | MPC                           |
| 246333             | 2007 TK238 | 10 out 2007 | Charleston      | ARO                 | —         | MPC                           |
| 246334             | 2007 TF243 | 8 out 2007  | Catalina        | CSS                 | —         | MPC                           |
| 246335             | 2007 TJ244 | 8 out 2007  | Catalina        | CSS                 | —         | MPC                           |
| 246336             | 2007 TW244 | 8 out 2007  | Catalina        | CSS                 | —         | MPC                           |
| 246337             | 2007 TG245 | 8 out 2007  | Catalina        | CSS                 | Brangane  | MPC                           |
| 246338             | 2007 TA250 | 11 out 2007 | Mount Lemmon    | Mount Lemmon Survey | —         | MPC                           |
| 246339             | 2007 TT261 | 10 out 2007 | Kitt Peak       | Spacewatch          | —         | MPC                           |
| 246340             | 2007 TK282 | 8 out 2007  | Mount Lemmon    | Mount Lemmon Survey | —         | MPC                           |
| 246341             | 2007 TV287 | 11 out 2007 | Catalina        | CSS                 | —         | MPC                           |
| 246342             | 2007 TY287 | 11 out 2007 | Catalina        | CSS                 | —         | MPC                           |
| 246343             | 2007 TO290 | 12 out 2007 | Mount Lemmon    | Mount Lemmon Survey | —         | MPC                           |
| 246344             | 2007 TD294 | 9 out 2007  | Mount Lemmon    | Mount Lemmon Survey | —         | MPC                           |
| 246345 Carolharris | 2007 TH298 | 11 out 2007 | Anderson Mesa   | L. H. Wasserman     | Ursula    | MPC                           |
| 246346             | 2007 TK301 | 12 out 2007 | Kitt Peak       | Spacewatch          | —         | MPC                           |
| 246347             | 2007 TX306 | 8 out 2007  | Mount Lemmon    | Mount Lemmon Survey | —         | MPC                           |
| 246348             | 2007 TJ309 | 10 out 2007 | Mount Lemmon    | Mount Lemmon Survey | —         | MPC                           |
| 246349             | 2007 TK309 | 10 out 2007 | Mount Lemmon    | Mount Lemmon Survey | —         | MPC                           |
| 246350             | 2007 TD311 | 11 out 2007 | Catalina        | CSS                 | —         | MPC                           |
| 246351             | 2007 TR311 | 11 out 2007 | Mount Lemmon    | Mount Lemmon Survey | —         | MPC                           |
| 246352             | 2007 TU314 | 12 out 2007 | Mount Lemmon    | Mount Lemmon Survey | —         | MPC                           |
| 246353             | 2007 TG318 | 12 out 2007 | Kitt Peak       | Spacewatch          | —         | MPC                           |
| 246354             | 2007 TW321 | 14 out 2007 | Catalina        | CSS                 | —         | MPC                           |
| 246355             | 2007 TJ326 | 11 out 2007 | Kitt Peak       | Spacewatch          | —         | MPC                           |
| 246356             | 2007 TL330 | 11 out 2007 | Kitt Peak       | Spacewatch          | —         | MPC                           |
| 246357             | 2007 TP331 | 11 out 2007 | Kitt Peak       | Spacewatch          | —         | MPC                           |
| 246358             | 2007 TX331 | 11 out 2007 | Kitt Peak       | Spacewatch          | —         | MPC                           |
| 246359             | 2007 TT335 | 12 out 2007 | Kitt Peak       | Spacewatch          | —         | MPC                           |
| 246360             | 2007 TP355 | 11 out 2007 | Catalina        | CSS                 | —         | MPC                           |
| 246361             | 2007 TS366 | 9 out 2007  | Kitt Peak       | Spacewatch          | —         | MPC                           |
| 246362             | 2007 TB367 | 9 out 2007  | Kitt Peak       | Spacewatch          | —         | MPC                           |
| 246363             | 2007 TQ378 | 12 out 2007 | Mount Lemmon    | Mount Lemmon Survey | —         | MPC                           |
| 246364             | 2007 TS385 | 15 out 2007 | Catalina        | CSS                 | —         | MPC                           |
| 246365             | 2007 TV386 | 11 out 2007 | Mount Lemmon    | Mount Lemmon Survey | —         | MPC                           |
| 246366             | 2007 TE392 | 15 out 2007 | Catalina        | CSS                 | Brangane  | MPC                           |
| 246367             | 2007 TF392 | 15 out 2007 | Catalina        | CSS                 | Mitidika  | MPC                           |
| 246368             | 2007 TG392 | 15 out 2007 | Catalina        | CSS                 | —         | MPC                           |
| 246369             | 2007 TR398 | 15 out 2007 | Kitt Peak       | Spacewatch          | —         | MPC                           |
| 246370             | 2007 TO399 | 15 out 2007 | Kitt Peak       | Spacewatch          | —         | MPC                           |
| 246371             | 2007 TO400 | 13 out 2007 | Kitt Peak       | Spacewatch          | —         | MPC                           |
| 246372             | 2007 TM414 | 15 out 2007 | Catalina        | CSS                 | —         | MPC                           |
| 246373             | 2007 TQ418 | 7 out 2007  | Kitt Peak       | Spacewatch          | —         | MPC                           |
| 246374             | 2007 TB419 | 10 out 2007 | Catalina        | CSS                 | —         | MPC                           |
| 246375             | 2007 TW419 | 8 out 2007  | Catalina        | CSS                 | —         | MPC                           |
| 246376             | 2007 TT427 | 10 out 2007 | Catalina        | CSS                 | —         | MPC                           |
| 246377             | 2007 TH429 | 12 out 2007 | Kitt Peak       | Spacewatch          | —         | MPC                           |
| 246378             | 2007 TE431 | 12 out 2007 | Kitt Peak       | Spacewatch          | —         | MPC                           |
| 246379             | 2007 TR432 | 7 out 2007  | Catalina        | CSS                 | —         | MPC                           |
| 246380             | 2007 TW434 | 11 out 2007 | Kitt Peak       | Spacewatch          | —         | MPC                           |
| 246381             | 2007 UC    | 16 out 2007 | Bisei SG Center | BATTeRS             | —         | MPC                           |
| 246382             | 2007 UJ37  | 18 out 2007 | Junk Bond       | D. Healy            | —         | MPC                           |
| 246383             | 2007 US11  | 19 out 2007 | Socorro         | LINEAR              | —         | MPC                           |
| 246384             | 2007 UW11  | 19 out 2007 | Socorro         | LINEAR              | Eunomia   | MPC                           |
| 246385             | 2007 UD18  | 17 out 2007 | Anderson Mesa   | LONEOS              | —         | MPC                           |
| 246386             | 2007 UP18  | 17 out 2007 | Mount Lemmon    | Mount Lemmon Survey | —         | MPC                           |
| 246387             | 2007 UF24  | 16 out 2007 | Kitt Peak       | Spacewatch          | —         | MPC                           |
| 246388             | 2007 UX25  | 16 out 2007 | Kitt Peak       | Spacewatch          | —         | MPC                           |
| 246389             | 2007 UY29  | 19 out 2007 | Anderson Mesa   | LONEOS              | —         | MPC                           |
| 246390             | 2007 UE34  | 17 out 2007 | Anderson Mesa   | LONEOS              | —         | MPC                           |
| 246391             | 2007 UW39  | 20 out 2007 | Mount Lemmon    | Mount Lemmon Survey | —         | MPC                           |
| 246392             | 2007 UT46  | 20 out 2007 | Catalina        | CSS                 | —         | MPC                           |
| 246393             | 2007 UV46  | 20 out 2007 | Catalina        | CSS                 | —         | MPC                           |
| 246394             | 2007 UL47  | 17 out 2007 | Purple Mountain | PMO NEO             | —         | MPC                           |
| 246395             | 2007 UQ52  | 24 out 2007 | Mount Lemmon    | Mount Lemmon Survey | —         | MPC                           |
| 246396             | 2007 UF55  | 30 out 2007 | Kitt Peak       | Spacewatch          | —         | MPC                           |
| 246397             | 2007 UK56  | 30 out 2007 | Kitt Peak       | Spacewatch          | —         | MPC                           |
| 246398             | 2007 UN60  | 30 out 2007 | Mount Lemmon    | Mount Lemmon Survey | —         | MPC                           |
| 246399             | 2007 UN61  | 30 out 2007 | Kitt Peak       | Spacewatch          | —         | MPC                           |
| 246400             | 2007 UG73  | 31 out 2007 | Mount Lemmon    | Mount Lemmon Survey | —         | MPC                           |

## 246401–246500
| Designação | Designação | Descoberta  | Descoberta      | Descobridor(es)      | Categoria | Mais informações / Referência |
| Permanente | Provisória | Data        | Local           | Descobridor(es)      | Categoria | Mais informações / Referência |
| ---------- | ---------- | ----------- | --------------- | -------------------- | --------- | ----------------------------- |
| 246401     | 2007 UH79  | 30 out 2007 | Catalina        | CSS                  | —         | MPC                           |
| 246402     | 2007 UB81  | 30 out 2007 | Kitt Peak       | Spacewatch           | —         | MPC                           |
| 246403     | 2007 UA87  | 30 out 2007 | Kitt Peak       | Spacewatch           | —         | MPC                           |
| 246404     | 2007 UX88  | 30 out 2007 | Mount Lemmon    | Mount Lemmon Survey  | —         | MPC                           |
| 246405     | 2007 UH96  | 30 out 2007 | Kitt Peak       | Spacewatch           | —         | MPC                           |
| 246406     | 2007 UO99  | 30 out 2007 | Catalina        | CSS                  | Brangane  | MPC                           |
| 246407     | 2007 UE101 | 30 out 2007 | Kitt Peak       | Spacewatch           | Phocaea   | MPC                           |
| 246408     | 2007 UR113 | 31 out 2007 | Kitt Peak       | Spacewatch           | —         | MPC                           |
| 246409     | 2007 UN114 | 31 out 2007 | Kitt Peak       | Spacewatch           | —         | MPC                           |
| 246410     | 2007 UH115 | 31 out 2007 | Kitt Peak       | Spacewatch           | —         | MPC                           |
| 246411     | 2007 UK125 | 31 out 2007 | Catalina        | CSS                  | —         | MPC                           |
| 246412     | 2007 UV125 | 29 out 2007 | Siding Spring   | SSS                  | —         | MPC                           |
| 246413     | 2007 UF136 | 31 out 2007 | Catalina        | CSS                  | Phocaea   | MPC                           |
| 246414     | 2007 UQ137 | 17 out 2007 | Mount Lemmon    | Mount Lemmon Survey  | —         | MPC                           |
| 246415     | 2007 VQ1   | 2 nov 2007  | 7300            | W. K. Y. Yeung       | —         | MPC                           |
| 246416     | 2007 VA4   | 2 nov 2007  | Dauban          | Chante-Perdrix Obs.  | —         | MPC                           |
| 246417     | 2007 VO7   | 2 nov 2007  | Dauban          | Chante-Perdrix Obs.  | —         | MPC                           |
| 246418     | 2007 VR25  | 2 nov 2007  | Mount Lemmon    | Mount Lemmon Survey  | —         | MPC                           |
| 246419     | 2007 VH31  | 2 nov 2007  | Kitt Peak       | Spacewatch           | —         | MPC                           |
| 246420     | 2007 VN31  | 2 nov 2007  | Kitt Peak       | Spacewatch           | —         | MPC                           |
| 246421     | 2007 VC32  | 2 nov 2007  | Kitt Peak       | Spacewatch           | —         | MPC                           |
| 246422     | 2007 VB47  | 1 nov 2007  | Kitt Peak       | Spacewatch           | —         | MPC                           |
| 246423     | 2007 VF47  | 1 nov 2007  | Kitt Peak       | Spacewatch           | —         | MPC                           |
| 246424     | 2007 VJ48  | 1 nov 2007  | Kitt Peak       | Spacewatch           | —         | MPC                           |
| 246425     | 2007 VR53  | 1 nov 2007  | Kitt Peak       | Spacewatch           | —         | MPC                           |
| 246426     | 2007 VA54  | 1 nov 2007  | Kitt Peak       | Spacewatch           | —         | MPC                           |
| 246427     | 2007 VK56  | 1 nov 2007  | Kitt Peak       | Spacewatch           | —         | MPC                           |
| 246428     | 2007 VD65  | 1 nov 2007  | Kitt Peak       | Spacewatch           | —         | MPC                           |
| 246429     | 2007 VY84  | 2 nov 2007  | Kitt Peak       | Spacewatch           | —         | MPC                           |
| 246430     | 2007 VT86  | 2 nov 2007  | Socorro         | LINEAR               | —         | MPC                           |
| 246431     | 2007 VP87  | 2 nov 2007  | Socorro         | LINEAR               | —         | MPC                           |
| 246432     | 2007 VC89  | 3 nov 2007  | Socorro         | LINEAR               | —         | MPC                           |
| 246433     | 2007 VA90  | 4 nov 2007  | Socorro         | LINEAR               | —         | MPC                           |
| 246434     | 2007 VH91  | 7 nov 2007  | Socorro         | LINEAR               | Maria     | MPC                           |
| 246435     | 2007 VQ112 | 3 nov 2007  | Kitt Peak       | Spacewatch           | Themis    | MPC                           |
| 246436     | 2007 VL116 | 3 nov 2007  | Kitt Peak       | Spacewatch           | —         | MPC                           |
| 246437     | 2007 VO125 | 6 nov 2007  | Kitt Peak       | Spacewatch           | —         | MPC                           |
| 246438     | 2007 VD141 | 4 nov 2007  | Mount Lemmon    | Mount Lemmon Survey  | —         | MPC                           |
| 246439     | 2007 VT153 | 4 nov 2007  | Kitt Peak       | Spacewatch           | —         | MPC                           |
| 246440     | 2007 VG154 | 5 nov 2007  | Kitt Peak       | Spacewatch           | —         | MPC                           |
| 246441     | 2007 VF158 | 5 nov 2007  | Kitt Peak       | Spacewatch           | —         | MPC                           |
| 246442     | 2007 VZ161 | 5 nov 2007  | Kitt Peak       | Spacewatch           | —         | MPC                           |
| 246443     | 2007 VH185 | 6 nov 2007  | Kitt Peak       | Spacewatch           | —         | MPC                           |
| 246444     | 2007 VJ185 | 6 nov 2007  | Kitt Peak       | Spacewatch           | —         | MPC                           |
| 246445     | 2007 VK185 | 6 nov 2007  | Purple Mountain | PMO NEO              | —         | MPC                           |
| 246446     | 2007 VQ185 | 9 nov 2007  | Kitt Peak       | Spacewatch           | —         | MPC                           |
| 246447     | 2007 VB190 | 14 nov 2007 | Mayhill         | A. Lowe              | —         | MPC                           |
| 246448     | 2007 VV192 | 4 nov 2007  | Mount Lemmon    | Mount Lemmon Survey  | —         | MPC                           |
| 246449     | 2007 VZ209 | 9 nov 2007  | Kitt Peak       | Spacewatch           | —         | MPC                           |
| 246450     | 2007 VJ212 | 9 nov 2007  | Kitt Peak       | Spacewatch           | —         | MPC                           |
| 246451     | 2007 VY225 | 9 nov 2007  | Mount Lemmon    | Mount Lemmon Survey  | —         | MPC                           |
| 246452     | 2007 VP229 | 7 nov 2007  | Kitt Peak       | Spacewatch           | —         | MPC                           |
| 246453     | 2007 VH238 | 13 nov 2007 | Anderson Mesa   | LONEOS               | —         | MPC                           |
| 246454     | 2007 VL241 | 12 nov 2007 | Catalina        | CSS                  | —         | MPC                           |
| 246455     | 2007 VE242 | 12 nov 2007 | Catalina        | CSS                  | —         | MPC                           |
| 246456     | 2007 VF243 | 13 nov 2007 | Mount Lemmon    | Mount Lemmon Survey  | —         | MPC                           |
| 246457     | 2007 VU244 | 14 nov 2007 | Bisei SG Center | BATTeRS              | —         | MPC                           |
| 246458     | 2007 VT245 | 8 nov 2007  | Catalina        | CSS                  | —         | MPC                           |
| 246459     | 2007 VV251 | 11 nov 2007 | Purple Mountain | PMO NEO              | —         | MPC                           |
| 246460     | 2007 VD255 | 11 nov 2007 | Mount Lemmon    | Mount Lemmon Survey  | —         | MPC                           |
| 246461     | 2007 VU268 | 12 nov 2007 | Socorro         | LINEAR               | —         | MPC                           |
| 246462     | 2007 VJ274 | 13 nov 2007 | Kitt Peak       | Spacewatch           | —         | MPC                           |
| 246463     | 2007 VM276 | 14 nov 2007 | Kitt Peak       | Spacewatch           | —         | MPC                           |
| 246464     | 2007 VR298 | 11 nov 2007 | Catalina        | CSS                  | —         | MPC                           |
| 246465     | 2007 VS301 | 4 nov 2007  | Catalina        | CSS                  | —         | MPC                           |
| 246466     | 2007 VG306 | 11 nov 2007 | Mount Lemmon    | Mount Lemmon Survey  | —         | MPC                           |
| 246467     | 2007 VG310 | 7 nov 2007  | Kitt Peak       | Spacewatch           | —         | MPC                           |
| 246468     | 2007 VU310 | 5 nov 2007  | Kitt Peak       | Spacewatch           | —         | MPC                           |
| 246469     | 2007 VC317 | 9 nov 2007  | Mount Lemmon    | Mount Lemmon Survey  | —         | MPC                           |
| 246470     | 2007 VG330 | 3 nov 2007  | Kitt Peak       | Spacewatch           | —         | MPC                           |
| 246471     | 2007 WP7   | 18 nov 2007 | Socorro         | LINEAR               | —         | MPC                           |
| 246472     | 2007 WE15  | 18 nov 2007 | Mount Lemmon    | Mount Lemmon Survey  | —         | MPC                           |
| 246473     | 2007 WK17  | 18 nov 2007 | Mount Lemmon    | Mount Lemmon Survey  | —         | MPC                           |
| 246474     | 2007 WZ21  | 17 nov 2007 | Kitt Peak       | Spacewatch           | Maria     | MPC                           |
| 246475     | 2007 WL28  | 19 nov 2007 | Kitt Peak       | Spacewatch           | —         | MPC                           |
| 246476     | 2007 WH39  | 16 nov 2007 | Catalina        | CSS                  | —         | MPC                           |
| 246477     | 2007 WD40  | 17 nov 2007 | Mount Lemmon    | Mount Lemmon Survey  | Brangane  | MPC                           |
| 246478     | 2007 WP41  | 18 nov 2007 | Mount Lemmon    | Mount Lemmon Survey  | —         | MPC                           |
| 246479     | 2007 WA59  | 19 nov 2007 | Mount Lemmon    | Mount Lemmon Survey  | —         | MPC                           |
| 246480     | 2007 XT1   | 3 dez 2007  | Catalina        | CSS                  | —         | MPC                           |
| 246481     | 2007 XB2   | 3 dez 2007  | Catalina        | CSS                  | —         | MPC                           |
| 246482     | 2007 XM2   | 3 dez 2007  | Kitt Peak       | Spacewatch           | —         | MPC                           |
| 246483     | 2007 XK3   | 3 dez 2007  | Calvin-Rehoboth | Calvin–Rehoboth Obs. | —         | MPC                           |
| 246484     | 2007 XY7   | 4 dez 2007  | Catalina        | CSS                  | —         | MPC                           |
| 246485     | 2007 XD18  | 12 dez 2007 | Great Shefford  | P. Birtwhistle       | —         | MPC                           |
| 246486     | 2007 XH21  | 14 dez 2007 | Majorca         | Mallorca Obs.        | —         | MPC                           |
| 246487     | 2007 XR24  | 14 dez 2007 | La Sagra        | Mallorca Obs.        | —         | MPC                           |
| 246488     | 2007 XV30  | 15 dez 2007 | Catalina        | CSS                  | —         | MPC                           |
| 246489     | 2007 XA31  | 15 dez 2007 | Kitt Peak       | Spacewatch           | Ursula    | MPC                           |
| 246490     | 2007 XU56  | 3 dez 2007  | Kitt Peak       | Spacewatch           | —         | MPC                           |
| 246491     | 2007 YE20  | 16 dez 2007 | Kitt Peak       | Spacewatch           | —         | MPC                           |
| 246492     | 2007 YC43  | 30 dez 2007 | Catalina        | CSS                  | Pallas    | MPC                           |
| 246493     | 2007 YV51  | 30 dez 2007 | Kitt Peak       | Spacewatch           | —         | MPC                           |
| 246494     | 2007 YG52  | 30 dez 2007 | Kitt Peak       | Spacewatch           | —         | MPC                           |
| 246495     | 2007 YS63  | 31 dez 2007 | Kitt Peak       | Spacewatch           | —         | MPC                           |
| 246496     | 2008 AO17  | 10 jan 2008 | Kitt Peak       | Spacewatch           | Juno      | MPC                           |
| 246497     | 2008 AP17  | 10 jan 2008 | Kitt Peak       | Spacewatch           | Juno      | MPC                           |
| 246498     | 2008 AE26  | 10 jan 2008 | Mount Lemmon    | Mount Lemmon Survey  | —         | MPC                           |
| 246499     | 2008 AH37  | 10 jan 2008 | Kitt Peak       | Spacewatch           | —         | MPC                           |
| 246500     | 2008 AE45  | 10 jan 2008 | Kitt Peak       | Spacewatch           | —         | MPC                           |

## 246501–246600
| Designação     | Designação | Descoberta  | Descoberta        | Descobridor(es)     | Categoria | Mais informações / Referência |
| Permanente     | Provisória | Data        | Local             | Descobridor(es)     | Categoria | Mais informações / Referência |
| -------------- | ---------- | ----------- | ----------------- | ------------------- | --------- | ----------------------------- |
| 246501         | 2008 AA62  | 11 jan 2008 | Kitt Peak         | Spacewatch          | —         | MPC                           |
| 246502         | 2008 AC72  | 13 jan 2008 | Mount Lemmon      | Mount Lemmon Survey | —         | MPC                           |
| 246503         | 2008 AQ117 | 11 jan 2008 | Kitt Peak         | Spacewatch          | —         | MPC                           |
| 246504 Hualien | 2008 BG16  | 28 jan 2008 | Lulin Observatory | C.-S. Lin, Q.-z. Ye | —         | MPC                           |
| 246505         | 2008 BT26  | 30 jan 2008 | Kitt Peak         | Spacewatch          | —         | MPC                           |
| 246506         | 2008 BH53  | 19 jan 2008 | Mount Lemmon      | Mount Lemmon Survey | —         | MPC                           |
| 246507         | 2008 CB10  | 2 fev 2008  | Mount Lemmon      | Mount Lemmon Survey | —         | MPC                           |
| 246508         | 2008 CQ73  | 6 fev 2008  | Catalina          | CSS                 | Brangane  | MPC                           |
| 246509         | 2008 CD89  | 7 fev 2008  | Mount Lemmon      | Mount Lemmon Survey | —         | MPC                           |
| 246510         | 2008 CE102 | 9 fev 2008  | Mount Lemmon      | Mount Lemmon Survey | —         | MPC                           |
| 246511         | 2008 CC131 | 8 fev 2008  | Kitt Peak         | Spacewatch          | —         | MPC                           |
| 246512         | 2008 CA182 | 11 fev 2008 | Mount Lemmon      | Mount Lemmon Survey | —         | MPC                           |
| 246513         | 2008 CJ184 | 11 fev 2008 | Kitt Peak         | Spacewatch          | —         | MPC                           |
| 246514         | 2008 CS210 | 2 fev 2008  | Kitt Peak         | Spacewatch          | —         | MPC                           |
| 246515         | 2008 CK211 | 3 fev 2008  | Kitt Peak         | Spacewatch          | —         | MPC                           |
| 246516         | 2008 CL212 | 7 fev 2008  | Mount Lemmon      | Mount Lemmon Survey | —         | MPC                           |
| 246517         | 2008 DZ2   | 24 fev 2008 | Kitt Peak         | Spacewatch          | —         | MPC                           |
| 246518         | 2008 DK40  | 27 fev 2008 | Kitt Peak         | Spacewatch          | —         | MPC                           |
| 246519         | 2008 DV46  | 28 fev 2008 | Kitt Peak         | Spacewatch          | —         | MPC                           |
| 246520         | 2008 DU54  | 28 fev 2008 | Catalina          | CSS                 | —         | MPC                           |
| 246521         | 2008 EC78  | 7 mar 2008  | Kitt Peak         | Spacewatch          | —         | MPC                           |
| 246522         | 2008 EO91  | 2 mar 2008  | Catalina          | CSS                 | —         | MPC                           |
| 246523         | 2008 EV120 | 9 mar 2008  | Kitt Peak         | Spacewatch          | —         | MPC                           |
| 246524         | 2008 EX142 | 13 mar 2008 | Catalina          | CSS                 | —         | MPC                           |
| 246525         | 2008 FR32  | 28 mar 2008 | Mount Lemmon      | Mount Lemmon Survey | —         | MPC                           |
| 246526         | 2008 FA61  | 29 mar 2008 | Mount Lemmon      | Mount Lemmon Survey | —         | MPC                           |
| 246527         | 2008 FA95  | 29 mar 2008 | Kitt Peak         | Spacewatch          | —         | MPC                           |
| 246528         | 2008 FQ129 | 31 mar 2008 | Kitt Peak         | Spacewatch          | —         | MPC                           |
| 246529         | 2008 GW66  | 6 abr 2008  | Mount Lemmon      | Mount Lemmon Survey | —         | MPC                           |
| 246530         | 2008 GC106 | 11 abr 2008 | Mount Lemmon      | Mount Lemmon Survey | —         | MPC                           |
| 246531         | 2008 GW134 | 14 abr 2008 | Mount Lemmon      | Mount Lemmon Survey | —         | MPC                           |
| 246532         | 2008 HL37  | 29 abr 2008 | Dauban            | F. Kugel            | —         | MPC                           |
| 246533         | 2008 HT41  | 26 abr 2008 | Mount Lemmon      | Mount Lemmon Survey | —         | MPC                           |
| 246534         | 2008 KG43  | 31 mai 2008 | Kitt Peak         | Spacewatch          | —         | MPC                           |
| 246535         | 2008 MN5   | 30 jun 2008 | Siding Spring     | SSS                 | —         | MPC                           |
| 246536         | 2008 NQ2   | 9 jul 2008  | Dauban            | F. Kugel            | —         | MPC                           |
| 246537         | 2008 PQ10  | 7 ago 2008  | La Sagra          | Mallorca Obs.       | —         | MPC                           |
| 246538         | 2008 QF6   | 25 ago 2008 | Dauban            | F. Kugel            | —         | MPC                           |
| 246539         | 2008 RF8   | 3 set 2008  | Kitt Peak         | Spacewatch          | —         | MPC                           |
| 246540         | 2008 RW39  | 2 set 2008  | Kitt Peak         | Spacewatch          | —         | MPC                           |
| 246541         | 2008 RU46  | 2 set 2008  | Kitt Peak         | Spacewatch          | —         | MPC                           |
| 246542         | 2008 RW64  | 4 set 2008  | Kitt Peak         | Spacewatch          | —         | MPC                           |
| 246543         | 2008 RM80  | 3 set 2008  | Kitt Peak         | Spacewatch          | —         | MPC                           |
| 246544         | 2008 RV80  | 3 set 2008  | Kitt Peak         | Spacewatch          | —         | MPC                           |
| 246545         | 2008 RT81  | 4 set 2008  | Kitt Peak         | Spacewatch          | —         | MPC                           |
| 246546         | 2008 SM12  | 24 set 2008 | Kitt Peak         | Spacewatch          | Vesta     | MPC                           |
| 246547         | 2008 SS12  | 20 set 2008 | Mount Lemmon      | Mount Lemmon Survey | —         | MPC                           |
| 246548         | 2008 SL22  | 19 set 2008 | Kitt Peak         | Spacewatch          | —         | MPC                           |
| 246549         | 2008 SA42  | 20 set 2008 | Mount Lemmon      | Mount Lemmon Survey | —         | MPC                           |
| 246550         | 2008 SO47  | 20 set 2008 | Catalina          | CSS                 | Vesta     | MPC                           |
| 246551         | 2008 SK72  | 22 set 2008 | Kitt Peak         | Spacewatch          | —         | MPC                           |
| 246552         | 2008 SR90  | 21 set 2008 | Kitt Peak         | Spacewatch          | Juno      | MPC                           |
| 246553         | 2008 SJ98  | 21 set 2008 | Kitt Peak         | Spacewatch          | —         | MPC                           |
| 246554         | 2008 SC99  | 21 set 2008 | Kitt Peak         | Spacewatch          | —         | MPC                           |
| 246555         | 2008 SO99  | 21 set 2008 | Kitt Peak         | Spacewatch          | —         | MPC                           |
| 246556         | 2008 SO102 | 21 set 2008 | Mount Lemmon      | Mount Lemmon Survey | —         | MPC                           |
| 246557         | 2008 SZ112 | 22 set 2008 | Kitt Peak         | Spacewatch          | —         | MPC                           |
| 246558         | 2008 SR118 | 22 set 2008 | Mount Lemmon      | Mount Lemmon Survey | —         | MPC                           |
| 246559         | 2008 SG142 | 24 set 2008 | Mount Lemmon      | Mount Lemmon Survey | —         | MPC                           |
| 246560         | 2008 SA158 | 24 set 2008 | Socorro           | LINEAR              | Vesta     | MPC                           |
| 246561         | 2008 SM160 | 24 set 2008 | Socorro           | LINEAR              | —         | MPC                           |
| 246562         | 2008 SS167 | 28 set 2008 | Socorro           | LINEAR              | —         | MPC                           |
| 246563         | 2008 SQ172 | 22 set 2008 | Kitt Peak         | Spacewatch          | —         | MPC                           |
| 246564         | 2008 SW180 | 24 set 2008 | Kitt Peak         | Spacewatch          | —         | MPC                           |
| 246565         | 2008 SY192 | 25 set 2008 | Kitt Peak         | Spacewatch          | Phocaea   | MPC                           |
| 246566         | 2008 SQ194 | 25 set 2008 | Kitt Peak         | Spacewatch          | —         | MPC                           |
| 246567         | 2008 SD261 | 23 set 2008 | Kitt Peak         | Spacewatch          | —         | MPC                           |
| 246568         | 2008 SO263 | 24 set 2008 | Mount Lemmon      | Mount Lemmon Survey | —         | MPC                           |
| 246569         | 2008 TK19  | 1 out 2008  | Mount Lemmon      | Mount Lemmon Survey | —         | MPC                           |
| 246570         | 2008 TK21  | 1 out 2008  | Mount Lemmon      | Mount Lemmon Survey | —         | MPC                           |
| 246571         | 2008 TE59  | 2 out 2008  | Kitt Peak         | Spacewatch          | —         | MPC                           |
| 246572         | 2008 TS72  | 2 out 2008  | Kitt Peak         | Spacewatch          | —         | MPC                           |
| 246573         | 2008 TN112 | 6 out 2008  | Catalina          | CSS                 | —         | MPC                           |
| 246574         | 2008 TV135 | 8 out 2008  | Kitt Peak         | Spacewatch          | —         | MPC                           |
| 246575         | 2008 TP164 | 1 out 2008  | Kitt Peak         | Spacewatch          | —         | MPC                           |
| 246576         | 2008 TY171 | 8 out 2008  | Catalina          | CSS                 | —         | MPC                           |
| 246577         | 2008 TT176 | 3 out 2008  | Mount Lemmon      | Mount Lemmon Survey | —         | MPC                           |
| 246578         | 2008 UH5   | 24 out 2008 | Socorro           | LINEAR              | Juno      | MPC                           |
| 246579         | 2008 UX31  | 20 out 2008 | Kitt Peak         | Spacewatch          | —         | MPC                           |
| 246580         | 2008 UM40  | 20 out 2008 | Kitt Peak         | Spacewatch          | —         | MPC                           |
| 246581         | 2008 US40  | 20 out 2008 | Kitt Peak         | Spacewatch          | —         | MPC                           |
| 246582         | 2008 UJ54  | 20 out 2008 | Kitt Peak         | Spacewatch          | —         | MPC                           |
| 246583         | 2008 UT71  | 21 out 2008 | Mount Lemmon      | Mount Lemmon Survey | —         | MPC                           |
| 246584         | 2008 UD87  | 23 out 2008 | Mount Lemmon      | Mount Lemmon Survey | —         | MPC                           |
| 246585         | 2008 UE89  | 24 out 2008 | Kitt Peak         | Spacewatch          | —         | MPC                           |
| 246586         | 2008 UX92  | 24 out 2008 | Socorro           | LINEAR              | —         | MPC                           |
| 246587         | 2008 UP93  | 25 out 2008 | Socorro           | LINEAR              | —         | MPC                           |
| 246588         | 2008 UG94  | 25 out 2008 | Socorro           | LINEAR              | —         | MPC                           |
| 246589         | 2008 UD114 | 22 out 2008 | Kitt Peak         | Spacewatch          | —         | MPC                           |
| 246590         | 2008 UT119 | 22 out 2008 | Kitt Peak         | Spacewatch          | Brangane  | MPC                           |
| 246591         | 2008 UU144 | 23 out 2008 | Kitt Peak         | Spacewatch          | —         | MPC                           |
| 246592         | 2008 UW155 | 23 out 2008 | Kitt Peak         | Spacewatch          | —         | MPC                           |
| 246593         | 2008 UY157 | 23 out 2008 | Mount Lemmon      | Mount Lemmon Survey | —         | MPC                           |
| 246594         | 2008 US163 | 24 out 2008 | Kitt Peak         | Spacewatch          | —         | MPC                           |
| 246595         | 2008 UJ246 | 26 out 2008 | Mount Lemmon      | Mount Lemmon Survey | —         | MPC                           |
| 246596         | 2008 UQ261 | 27 out 2008 | Kitt Peak         | Spacewatch          | —         | MPC                           |
| 246597         | 2008 UK279 | 28 out 2008 | Mount Lemmon      | Mount Lemmon Survey | —         | MPC                           |
| 246598         | 2008 UT316 | 30 out 2008 | Mount Lemmon      | Mount Lemmon Survey | —         | MPC                           |
| 246599         | 2008 UO317 | 31 out 2008 | Catalina          | CSS                 | —         | MPC                           |
| 246600         | 2008 UQ322 | 31 out 2008 | Mount Lemmon      | Mount Lemmon Survey | —         | MPC                           |

## 246601–246700
| Designação    | Designação | Descoberta  | Descoberta        | Descobridor(es)       | Categoria | Mais informações / Referência |
| Permanente    | Provisória | Data        | Local             | Descobridor(es)       | Categoria | Mais informações / Referência |
| ------------- | ---------- | ----------- | ----------------- | --------------------- | --------- | ----------------------------- |
| 246601        | 2008 UC329 | 30 out 2008 | Mount Lemmon      | Mount Lemmon Survey   | —         | MPC                           |
| 246602        | 2008 UF335 | 21 out 2008 | Kitt Peak         | Spacewatch            | —         | MPC                           |
| 246603        | 2008 UC346 | 29 out 2008 | Kitt Peak         | Spacewatch            | Brangane  | MPC                           |
| 246604        | 2008 UJ352 | 31 out 2008 | Mount Lemmon      | Mount Lemmon Survey   | Ursula    | MPC                           |
| 246605        | 2008 VR20  | 1 nov 2008  | Mount Lemmon      | Mount Lemmon Survey   | —         | MPC                           |
| 246606        | 2008 VM21  | 1 nov 2008  | Mount Lemmon      | Mount Lemmon Survey   | —         | MPC                           |
| 246607        | 2008 VB25  | 2 nov 2008  | Kitt Peak         | Spacewatch            | —         | MPC                           |
| 246608        | 2008 VF64  | 9 nov 2008  | La Sagra          | Mallorca Obs.         | —         | MPC                           |
| 246609        | 2008 VL67  | 7 nov 2008  | Mount Lemmon      | Mount Lemmon Survey   | —         | MPC                           |
| 246610        | 2008 VR68  | 3 nov 2008  | Kitt Peak         | Spacewatch            | —         | MPC                           |
| 246611        | 2008 VE69  | 6 nov 2008  | Mount Lemmon      | Mount Lemmon Survey   | —         | MPC                           |
| 246612        | 2008 VJ69  | 7 nov 2008  | Catalina          | CSS                   | —         | MPC                           |
| 246613        | 2008 VW71  | 3 nov 2008  | Catalina          | CSS                   | —         | MPC                           |
| 246614        | 2008 VK72  | 6 nov 2008  | Mount Lemmon      | Mount Lemmon Survey   | —         | MPC                           |
| 246615        | 2008 VD79  | 9 nov 2008  | Mount Lemmon      | Mount Lemmon Survey   | —         | MPC                           |
| 246616        | 2008 VY79  | 7 nov 2008  | Mount Lemmon      | Mount Lemmon Survey   | —         | MPC                           |
| 246617        | 2008 WX2   | 19 nov 2008 | Bisei SG Center   | BATTeRS               | —         | MPC                           |
| 246618        | 2008 WF5   | 17 nov 2008 | Kitt Peak         | Spacewatch            | —         | MPC                           |
| 246619        | 2008 WH16  | 17 nov 2008 | Kitt Peak         | Spacewatch            | —         | MPC                           |
| 246620        | 2008 WH31  | 19 nov 2008 | Mount Lemmon      | Mount Lemmon Survey   | —         | MPC                           |
| 246621        | 2008 WG39  | 17 nov 2008 | Kitt Peak         | Spacewatch            | —         | MPC                           |
| 246622        | 2008 WO59  | 18 nov 2008 | Socorro           | LINEAR                | —         | MPC                           |
| 246623        | 2008 WQ65  | 17 nov 2008 | Kitt Peak         | Spacewatch            | —         | MPC                           |
| 246624        | 2008 WN81  | 20 nov 2008 | Kitt Peak         | Spacewatch            | —         | MPC                           |
| 246625        | 2008 WY86  | 21 nov 2008 | Kitt Peak         | Spacewatch            | —         | MPC                           |
| 246626        | 2008 WO87  | 21 nov 2008 | Mount Lemmon      | Mount Lemmon Survey   | —         | MPC                           |
| 246627        | 2008 WK89  | 21 nov 2008 | Mount Lemmon      | Mount Lemmon Survey   | —         | MPC                           |
| 246628        | 2008 WR91  | 23 nov 2008 | Mount Lemmon      | Mount Lemmon Survey   | —         | MPC                           |
| 246629        | 2008 WP94  | 28 nov 2008 | Pla D'Arguines    | R. Ferrando           | —         | MPC                           |
| 246630        | 2008 WU94  | 24 nov 2008 | Sierra Stars      | F. Tozzi              | —         | MPC                           |
| 246631        | 2008 WU111 | 30 nov 2008 | Kitt Peak         | Spacewatch            | —         | MPC                           |
| 246632        | 2008 WU125 | 20 nov 2008 | Mount Lemmon      | Mount Lemmon Survey   | —         | MPC                           |
| 246633        | 2008 WL129 | 20 nov 2008 | Kitt Peak         | Spacewatch            | —         | MPC                           |
| 246634        | 2008 XR1   | 2 dez 2008  | Marly             | P. Kocher             | —         | MPC                           |
| 246635        | 2008 XP9   | 1 dez 2008  | Catalina          | CSS                   | —         | MPC                           |
| 246636        | 2008 XS16  | 1 dez 2008  | Kitt Peak         | Spacewatch            | —         | MPC                           |
| 246637        | 2008 XF30  | 1 dez 2008  | Catalina          | CSS                   | —         | MPC                           |
| 246638        | 2008 XO38  | 2 dez 2008  | Kitt Peak         | Spacewatch            | —         | MPC                           |
| 246639        | 2008 YJ1   | 20 dez 2008 | La Sagra          | Mallorca Obs.         | —         | MPC                           |
| 246640        | 2008 YR4   | 22 dez 2008 | Dauban            | F. Kugel              | —         | MPC                           |
| 246641        | 2008 YU8   | 22 dez 2008 | Sandlot           | G. Hug                | —         | MPC                           |
| 246642        | 2008 YW8   | 23 dez 2008 | Piszkéstető       | K. Sárneczky          | —         | MPC                           |
| 246643 Miaoli | 2008 YU9   | 18 dez 2008 | Lulin Observatory | X. Y. Hsiao, Q.-z. Ye | —         | MPC                           |
| 246644        | 2008 YZ18  | 21 dez 2008 | Mount Lemmon      | Mount Lemmon Survey   | Themis    | MPC                           |
| 246645        | 2008 YD19  | 21 dez 2008 | Mount Lemmon      | Mount Lemmon Survey   | —         | MPC                           |
| 246646        | 2008 YK19  | 21 dez 2008 | Mount Lemmon      | Mount Lemmon Survey   | —         | MPC                           |
| 246647        | 2008 YO19  | 21 dez 2008 | Mount Lemmon      | Mount Lemmon Survey   | Ursula    | MPC                           |
| 246648        | 2008 YZ19  | 21 dez 2008 | Mount Lemmon      | Mount Lemmon Survey   | —         | MPC                           |
| 246649        | 2008 YN21  | 21 dez 2008 | Mount Lemmon      | Mount Lemmon Survey   | —         | MPC                           |
| 246650        | 2008 YG22  | 21 dez 2008 | Mount Lemmon      | Mount Lemmon Survey   | —         | MPC                           |
| 246651        | 2008 YS22  | 21 dez 2008 | Mount Lemmon      | Mount Lemmon Survey   | —         | MPC                           |
| 246652        | 2008 YU28  | 29 dez 2008 | Piszkéstető       | K. Sárneczky          | —         | MPC                           |
| 246653        | 2008 YM33  | 28 dez 2008 | Dauban            | F. Kugel              | —         | MPC                           |
| 246654        | 2008 YN35  | 22 dez 2008 | Kitt Peak         | Spacewatch            | —         | MPC                           |
| 246655        | 2008 YE38  | 29 dez 2008 | Kitt Peak         | Spacewatch            | —         | MPC                           |
| 246656        | 2008 YA41  | 30 dez 2008 | Mount Lemmon      | Mount Lemmon Survey   | —         | MPC                           |
| 246657        | 2008 YD45  | 29 dez 2008 | Mount Lemmon      | Mount Lemmon Survey   | —         | MPC                           |
| 246658        | 2008 YK47  | 29 dez 2008 | Kitt Peak         | Spacewatch            | —         | MPC                           |
| 246659        | 2008 YW49  | 29 dez 2008 | Mount Lemmon      | Mount Lemmon Survey   | —         | MPC                           |
| 246660        | 2008 YT58  | 30 dez 2008 | Kitt Peak         | Spacewatch            | —         | MPC                           |
| 246661        | 2008 YA85  | 27 dez 2008 | Bergisch Gladbac  | W. Bickel             | —         | MPC                           |
| 246662        | 2008 YV92  | 29 dez 2008 | Kitt Peak         | Spacewatch            | —         | MPC                           |
| 246663        | 2008 YP101 | 29 dez 2008 | Kitt Peak         | Spacewatch            | —         | MPC                           |
| 246664        | 2008 YW103 | 29 dez 2008 | Kitt Peak         | Spacewatch            | Maria     | MPC                           |
| 246665        | 2008 YH105 | 29 dez 2008 | Kitt Peak         | Spacewatch            | —         | MPC                           |
| 246666        | 2008 YP106 | 29 dez 2008 | Kitt Peak         | Spacewatch            | —         | MPC                           |
| 246667        | 2008 YB109 | 29 dez 2008 | Kitt Peak         | Spacewatch            | —         | MPC                           |
| 246668        | 2008 YS117 | 29 dez 2008 | Kitt Peak         | Spacewatch            | —         | MPC                           |
| 246669        | 2008 YN126 | 30 dez 2008 | Kitt Peak         | Spacewatch            | Themis    | MPC                           |
| 246670        | 2008 YY131 | 31 dez 2008 | Kitt Peak         | Spacewatch            | —         | MPC                           |
| 246671        | 2008 YT132 | 31 dez 2008 | Kitt Peak         | Spacewatch            | —         | MPC                           |
| 246672        | 2008 YZ132 | 31 dez 2008 | Kitt Peak         | Spacewatch            | Maria     | MPC                           |
| 246673        | 2008 YG137 | 30 dez 2008 | Kitt Peak         | Spacewatch            | Brangane  | MPC                           |
| 246674        | 2008 YS138 | 30 dez 2008 | Mount Lemmon      | Mount Lemmon Survey   | —         | MPC                           |
| 246675        | 2008 YH141 | 30 dez 2008 | Mount Lemmon      | Mount Lemmon Survey   | —         | MPC                           |
| 246676        | 2008 YN151 | 22 dez 2008 | Kitt Peak         | Spacewatch            | —         | MPC                           |
| 246677        | 2008 YU151 | 22 dez 2008 | Mount Lemmon      | Mount Lemmon Survey   | —         | MPC                           |
| 246678        | 2008 YY152 | 30 dez 2008 | Mount Lemmon      | Mount Lemmon Survey   | —         | MPC                           |
| 246679        | 2008 YE159 | 31 dez 2008 | Mount Lemmon      | Mount Lemmon Survey   | —         | MPC                           |
| 246680        | 2008 YG159 | 31 dez 2008 | Mount Lemmon      | Mount Lemmon Survey   | —         | MPC                           |
| 246681        | 2008 YZ160 | 29 dez 2008 | Mount Lemmon      | Mount Lemmon Survey   | —         | MPC                           |
| 246682        | 2008 YK161 | 21 dez 2008 | Kitt Peak         | Spacewatch            | —         | MPC                           |
| 246683        | 2008 YW161 | 31 dez 2008 | Catalina          | CSS                   | Flora     | MPC                           |
| 246684        | 2008 YJ162 | 21 dez 2008 | Mount Lemmon      | Mount Lemmon Survey   | —         | MPC                           |
| 246685        | 2008 YO162 | 22 dez 2008 | Kitt Peak         | Spacewatch            | —         | MPC                           |
| 246686        | 2008 YZ162 | 29 dez 2008 | Kitt Peak         | Spacewatch            | Mitidika  | MPC                           |
| 246687        | 2009 AD    | 1 jan 2009  | Mayhill           | A. Lowe               | —         | MPC                           |
| 246688        | 2009 AE    | 1 jan 2009  | Mayhill           | A. Lowe               | —         | MPC                           |
| 246689        | 2009 AH5   | 1 jan 2009  | Kitt Peak         | Spacewatch            | —         | MPC                           |
| 246690        | 2009 AD12  | 2 jan 2009  | Mount Lemmon      | Mount Lemmon Survey   | Mitidika  | MPC                           |
| 246691        | 2009 AA15  | 2 jan 2009  | Mount Lemmon      | Mount Lemmon Survey   | —         | MPC                           |
| 246692        | 2009 AG21  | 3 jan 2009  | Kitt Peak         | Spacewatch            | —         | MPC                           |
| 246693        | 2009 AL21  | 3 jan 2009  | Kitt Peak         | Spacewatch            | —         | MPC                           |
| 246694        | 2009 AM21  | 3 jan 2009  | Kitt Peak         | Spacewatch            | —         | MPC                           |
| 246695        | 2009 AG25  | 2 jan 2009  | Kitt Peak         | Spacewatch            | Eos       | MPC                           |
| 246696        | 2009 AN25  | 2 jan 2009  | Kitt Peak         | Spacewatch            | —         | MPC                           |
| 246697        | 2009 AC26  | 2 jan 2009  | Kitt Peak         | Spacewatch            | Mitidika  | MPC                           |
| 246698        | 2009 AS26  | 2 jan 2009  | Kitt Peak         | Spacewatch            | —         | MPC                           |
| 246699        | 2009 AH30  | 15 jan 2009 | Kitt Peak         | Spacewatch            | —         | MPC                           |
| 246700        | 2009 AM31  | 15 jan 2009 | Kitt Peak         | Spacewatch            | —         | MPC                           |

## 246701–246800
| Designação         | Designação | Descoberta  | Descoberta      | Descobridor(es)     | Categoria | Mais informações / Referência |
| Permanente         | Provisória | Data        | Local           | Descobridor(es)     | Categoria | Mais informações / Referência |
| ------------------ | ---------- | ----------- | --------------- | ------------------- | --------- | ----------------------------- |
| 246701             | 2009 AX31  | 15 jan 2009 | Kitt Peak       | Spacewatch          | —         | MPC                           |
| 246702             | 2009 AU32  | 15 jan 2009 | Kitt Peak       | Spacewatch          | —         | MPC                           |
| 246703             | 2009 AO33  | 15 jan 2009 | Kitt Peak       | Spacewatch          | —         | MPC                           |
| 246704             | 2009 AY34  | 15 jan 2009 | Kitt Peak       | Spacewatch          | Ursula    | MPC                           |
| 246705             | 2009 AN36  | 15 jan 2009 | Kitt Peak       | Spacewatch          | —         | MPC                           |
| 246706             | 2009 AQ48  | 3 jan 2009  | Mount Lemmon    | Mount Lemmon Survey | —         | MPC                           |
| 246707             | 2009 BM4   | 18 jan 2009 | Socorro         | LINEAR              | —         | MPC                           |
| 246708             | 2009 BQ4   | 18 jan 2009 | Socorro         | LINEAR              | —         | MPC                           |
| 246709             | 2009 BR6   | 18 jan 2009 | Socorro         | LINEAR              | —         | MPC                           |
| 246710             | 2009 BO7   | 18 jan 2009 | Socorro         | LINEAR              | —         | MPC                           |
| 246711             | 2009 BJ8   | 17 jan 2009 | Socorro         | LINEAR              | —         | MPC                           |
| 246712             | 2009 BS10  | 25 jan 2009 | Mayhill         | A. Lowe             | —         | MPC                           |
| 246713             | 2009 BZ11  | 21 jan 2009 | Socorro         | LINEAR              | —         | MPC                           |
| 246714             | 2009 BR12  | 21 jan 2009 | Socorro         | LINEAR              | —         | MPC                           |
| 246715             | 2009 BN16  | 16 jan 2009 | Kitt Peak       | Spacewatch          | —         | MPC                           |
| 246716             | 2009 BP16  | 16 jan 2009 | Kitt Peak       | Spacewatch          | Ursula    | MPC                           |
| 246717             | 2009 BP17  | 17 jan 2009 | Mount Lemmon    | Mount Lemmon Survey | —         | MPC                           |
| 246718             | 2009 BV18  | 16 jan 2009 | Mount Lemmon    | Mount Lemmon Survey | Ursula    | MPC                           |
| 246719             | 2009 BR19  | 16 jan 2009 | Mount Lemmon    | Mount Lemmon Survey | —         | MPC                           |
| 246720             | 2009 BP21  | 16 jan 2009 | Mount Lemmon    | Mount Lemmon Survey | —         | MPC                           |
| 246721             | 2009 BP24  | 17 jan 2009 | Catalina        | CSS                 | —         | MPC                           |
| 246722             | 2009 BN35  | 16 jan 2009 | Kitt Peak       | Spacewatch          | —         | MPC                           |
| 246723             | 2009 BT44  | 16 jan 2009 | Kitt Peak       | Spacewatch          | Brangane  | MPC                           |
| 246724             | 2009 BZ45  | 16 jan 2009 | Kitt Peak       | Spacewatch          | —         | MPC                           |
| 246725             | 2009 BC47  | 16 jan 2009 | Kitt Peak       | Spacewatch          | —         | MPC                           |
| 246726             | 2009 BR48  | 16 jan 2009 | Kitt Peak       | Spacewatch          | Juno      | MPC                           |
| 246727             | 2009 BE50  | 16 jan 2009 | Mount Lemmon    | Mount Lemmon Survey | —         | MPC                           |
| 246728             | 2009 BO52  | 16 jan 2009 | Kitt Peak       | Spacewatch          | —         | MPC                           |
| 246729             | 2009 BN56  | 17 jan 2009 | Kitt Peak       | Spacewatch          | —         | MPC                           |
| 246730             | 2009 BP56  | 18 jan 2009 | Kitt Peak       | Spacewatch          | —         | MPC                           |
| 246731             | 2009 BV56  | 18 jan 2009 | Kitt Peak       | Spacewatch          | —         | MPC                           |
| 246732             | 2009 BS61  | 18 jan 2009 | Kitt Peak       | Spacewatch          | —         | MPC                           |
| 246733             | 2009 BJ62  | 18 jan 2009 | Purple Mountain | PMO NEO             | —         | MPC                           |
| 246734             | 2009 BB63  | 20 jan 2009 | Kitt Peak       | Spacewatch          | —         | MPC                           |
| 246735             | 2009 BD63  | 20 jan 2009 | Kitt Peak       | Spacewatch          | —         | MPC                           |
| 246736             | 2009 BV64  | 20 jan 2009 | Mount Lemmon    | Mount Lemmon Survey | —         | MPC                           |
| 246737             | 2009 BW67  | 20 jan 2009 | Kitt Peak       | Spacewatch          | —         | MPC                           |
| 246738             | 2009 BT70  | 25 jan 2009 | Catalina        | CSS                 | —         | MPC                           |
| 246739             | 2009 BH74  | 17 jan 2009 | Kitt Peak       | Spacewatch          | —         | MPC                           |
| 246740             | 2009 BB76  | 25 jan 2009 | Catalina        | CSS                 | —         | MPC                           |
| 246741             | 2009 BF78  | 29 jan 2009 | Pla D'Arguines  | R. Ferrando         | —         | MPC                           |
| 246742             | 2009 BQ78  | 30 jan 2009 | Socorro         | LINEAR              | —         | MPC                           |
| 246743             | 2009 BT79  | 30 jan 2009 | Socorro         | LINEAR              | —         | MPC                           |
| 246744             | 2009 BS82  | 20 jan 2009 | Catalina        | CSS                 | —         | MPC                           |
| 246745             | 2009 BA83  | 20 jan 2009 | Catalina        | CSS                 | —         | MPC                           |
| 246746             | 2009 BY98  | 26 jan 2009 | Mount Lemmon    | Mount Lemmon Survey | —         | MPC                           |
| 246747             | 2009 BJ115 | 29 jan 2009 | Kitt Peak       | Spacewatch          | —         | MPC                           |
| 246748             | 2009 BZ124 | 31 jan 2009 | Kitt Peak       | Spacewatch          | —         | MPC                           |
| 246749             | 2009 BB129 | 29 jan 2009 | Mount Lemmon    | Mount Lemmon Survey | —         | MPC                           |
| 246750             | 2009 BV133 | 29 jan 2009 | Kitt Peak       | Spacewatch          | —         | MPC                           |
| 246751             | 2009 BL136 | 29 jan 2009 | Kitt Peak       | Spacewatch          | —         | MPC                           |
| 246752             | 2009 BK142 | 30 jan 2009 | Kitt Peak       | Spacewatch          | —         | MPC                           |
| 246753             | 2009 BJ149 | 31 jan 2009 | Kitt Peak       | Spacewatch          | —         | MPC                           |
| 246754             | 2009 BK152 | 30 jan 2009 | Kitt Peak       | Spacewatch          | —         | MPC                           |
| 246755             | 2009 BY153 | 31 jan 2009 | Kitt Peak       | Spacewatch          | —         | MPC                           |
| 246756             | 2009 BM160 | 31 jan 2009 | Mount Lemmon    | Mount Lemmon Survey | —         | MPC                           |
| 246757             | 2009 BM175 | 29 jan 2009 | Catalina        | CSS                 | —         | MPC                           |
| 246758             | 2009 BF179 | 25 jan 2009 | Catalina        | CSS                 | Brangane  | MPC                           |
| 246759 Elviracheca | 2009 CL4   | 11 fev 2009 | Calar Alto      | F. Hormuth          | —         | MPC                           |
| 246760             | 2009 CY6   | 1 fev 2009  | Kitt Peak       | Spacewatch          | —         | MPC                           |
| 246761             | 2009 CT9   | 1 fev 2009  | Kitt Peak       | Spacewatch          | —         | MPC                           |
| 246762             | 2009 CT13  | 2 fev 2009  | Kitt Peak       | Spacewatch          | Brangane  | MPC                           |
| 246763             | 2009 CL14  | 1 fev 2009  | Kitt Peak       | Spacewatch          | —         | MPC                           |
| 246764             | 2009 CD20  | 1 fev 2009  | Mount Lemmon    | Mount Lemmon Survey | —         | MPC                           |
| 246765             | 2009 CS21  | 1 fev 2009  | Kitt Peak       | Spacewatch          | —         | MPC                           |
| 246766             | 2009 CY21  | 1 fev 2009  | Kitt Peak       | Spacewatch          | —         | MPC                           |
| 246767             | 2009 CB29  | 1 fev 2009  | Kitt Peak       | Spacewatch          | —         | MPC                           |
| 246768             | 2009 CO30  | 1 fev 2009  | Kitt Peak       | Spacewatch          | —         | MPC                           |
| 246769             | 2009 CA35  | 2 fev 2009  | Mount Lemmon    | Mount Lemmon Survey | —         | MPC                           |
| 246770             | 2009 CJ46  | 14 fev 2009 | Kitt Peak       | Spacewatch          | —         | MPC                           |
| 246771             | 2009 CZ48  | 14 fev 2009 | Mount Lemmon    | Mount Lemmon Survey | —         | MPC                           |
| 246772             | 2009 CU50  | 14 fev 2009 | La Sagra        | Mallorca Obs.       | Ursula    | MPC                           |
| 246773             | 2009 CQ51  | 14 fev 2009 | La Sagra        | Mallorca Obs.       | —         | MPC                           |
| 246774             | 2009 CH57  | 1 fev 2009  | Mount Lemmon    | Mount Lemmon Survey | Ursula    | MPC                           |
| 246775             | 2009 DO6   | 17 fev 2009 | Kitt Peak       | Spacewatch          | —         | MPC                           |
| 246776             | 2009 DK11  | 19 fev 2009 | Dauban          | F. Kugel            | Brangane  | MPC                           |
| 246777             | 2009 DG16  | 17 fev 2009 | La Sagra        | Mallorca Obs.       | —         | MPC                           |
| 246778             | 2009 DK16  | 17 fev 2009 | La Sagra        | Mallorca Obs.       | —         | MPC                           |
| 246779             | 2009 DB20  | 16 fev 2009 | Catalina        | CSS                 | —         | MPC                           |
| 246780             | 2009 DK43  | 25 fev 2009 | Dauban          | F. Kugel            | —         | MPC                           |
| 246781             | 2009 DH49  | 19 fev 2009 | Kitt Peak       | Spacewatch          | —         | MPC                           |
| 246782             | 2009 DT51  | 22 fev 2009 | Kitt Peak       | Spacewatch          | —         | MPC                           |
| 246783             | 2009 DN53  | 22 fev 2009 | Kitt Peak       | Spacewatch          | —         | MPC                           |
| 246784             | 2009 DA56  | 22 fev 2009 | Kitt Peak       | Spacewatch          | —         | MPC                           |
| 246785             | 2009 DC74  | 26 fev 2009 | Catalina        | CSS                 | —         | MPC                           |
| 246786             | 2009 DV77  | 24 fev 2009 | La Sagra        | Mallorca Obs.       | Juno      | MPC                           |
| 246787             | 2009 DT83  | 24 fev 2009 | Kitt Peak       | Spacewatch          | —         | MPC                           |
| 246788             | 2009 DC87  | 27 fev 2009 | Kitt Peak       | Spacewatch          | —         | MPC                           |
| 246789 Pattinson   | 2009 DM89  | 24 fev 2009 | Zelenchukskaya  | T. V. Kryachko      | —         | MPC                           |
| 246790             | 2009 DS90  | 26 fev 2009 | Catalina        | CSS                 | —         | MPC                           |
| 246791             | 2009 DF99  | 26 fev 2009 | Kitt Peak       | Spacewatch          | —         | MPC                           |
| 246792             | 2009 DD106 | 27 fev 2009 | Catalina        | CSS                 | —         | MPC                           |
| 246793             | 2009 DH110 | 19 fev 2009 | Catalina        | CSS                 | —         | MPC                           |
| 246794             | 2009 DP128 | 24 fev 2009 | Catalina        | CSS                 | —         | MPC                           |
| 246795             | 2009 EX4   | 15 mar 2009 | La Sagra        | Mallorca Obs.       | —         | MPC                           |
| 246796             | 2009 EP8   | 2 mar 2009  | Mount Lemmon    | Mount Lemmon Survey | —         | MPC                           |
| 246797             | 2009 EP9   | 1 mar 2009  | Kitt Peak       | Spacewatch          | —         | MPC                           |
| 246798             | 2009 EB12  | 2 mar 2009  | Kitt Peak       | Spacewatch          | —         | MPC                           |
| 246799             | 2009 EA15  | 15 mar 2009 | Kitt Peak       | Spacewatch          | —         | MPC                           |
| 246800             | 2009 EX15  | 15 mar 2009 | Kitt Peak       | Spacewatch          | —         | MPC                           |

## 246801–246900
| Designação              | Designação | Descoberta  | Descoberta           | Descobridor(es)      | Categoria | Mais informações / Referência |
| Permanente              | Provisória | Data        | Local                | Descobridor(es)      | Categoria | Mais informações / Referência |
| ----------------------- | ---------- | ----------- | -------------------- | -------------------- | --------- | ----------------------------- |
| 246801                  | 2009 ER22  | 3 mar 2009  | Kitt Peak            | Spacewatch           | —         | MPC                           |
| 246802                  | 2009 EN26  | 15 mar 2009 | Kitt Peak            | Spacewatch           | —         | MPC                           |
| 246803                  | 2009 FB1   | 17 mar 2009 | Vicques              | M. Ory               | —         | MPC                           |
| 246804                  | 2009 FJ7   | 16 mar 2009 | Kitt Peak            | Spacewatch           | —         | MPC                           |
| 246805                  | 2009 FH9   | 16 mar 2009 | Mount Lemmon         | Mount Lemmon Survey  | —         | MPC                           |
| 246806                  | 2009 FX25  | 18 mar 2009 | Mount Lemmon         | Mount Lemmon Survey  | —         | MPC                           |
| 246807                  | 2009 FE31  | 24 mar 2009 | La Sagra             | Mallorca Obs.        | —         | MPC                           |
| 246808                  | 2009 FC44  | 29 mar 2009 | Bergisch Gladbach    | W. Bickel            | —         | MPC                           |
| 246809                  | 2009 FP66  | 21 mar 2009 | Mount Lemmon         | Mount Lemmon Survey  | —         | MPC                           |
| 246810                  | 2009 FH73  | 23 mar 2009 | Calar Alto           | F. Hormuth           | —         | MPC                           |
| 246811                  | 2009 GJ3   | 15 abr 2009 | Siding Spring        | SSS                  | —         | MPC                           |
| 246812                  | 2009 HD60  | 24 abr 2009 | Kitt Peak            | Spacewatch           | Brangane  | MPC                           |
| 246813                  | 2009 HD76  | 24 abr 2009 | Mount Lemmon         | Mount Lemmon Survey  | —         | MPC                           |
| 246814                  | 2009 HE77  | 28 abr 2009 | Catalina             | CSS                  | Ursula    | MPC                           |
| 246815                  | 2009 HG82  | 26 abr 2009 | Socorro              | LINEAR               | Phocaea   | MPC                           |
| 246816                  | 2009 HP98  | 23 abr 2009 | La Sagra             | Mallorca Obs.        | Brangane  | MPC                           |
| 246817                  | 2009 KH1   | 17 mai 2009 | La Sagra             | Mallorca Obs.        | —         | MPC                           |
| 246818                  | 2009 KA2   | 17 mai 2009 | La Sagra             | Mallorca Obs.        | —         | MPC                           |
| 246819                  | 2009 LO2   | 14 jun 2009 | Mount Lemmon         | Mount Lemmon Survey  | Flora     | MPC                           |
| 246820                  | 2009 MP    | 17 jun 2009 | Mayhill              | A. Lowe              | —         | MPC                           |
| 246821 Satyarthi        | 2009 QW33  | 27 ago 2009 | Vallemare di Borbona | V. S. Casulli        | Ursula    | MPC                           |
| 246822                  | 2009 ST53  | 17 set 2009 | Catalina             | CSS                  | —         | MPC                           |
| 246823                  | 2009 TO35  | 14 out 2009 | La Sagra             | Mallorca Obs.        | Brangane  | MPC                           |
| 246824                  | 2009 TR41  | 15 out 2009 | La Sagra             | Mallorca Obs.        | —         | MPC                           |
| 246825                  | 2009 TK43  | 14 out 2009 | Mount Lemmon         | Mount Lemmon Survey  | —         | MPC                           |
| 246826                  | 2009 TX45  | 12 out 2009 | Mount Lemmon         | Mount Lemmon Survey  | —         | MPC                           |
| 246827                  | 2009 TT46  | 12 out 2009 | La Sagra             | Mallorca Obs.        | —         | MPC                           |
| 246828                  | 2009 UF5   | 18 out 2009 | Črni Vrh             | Črni Vrh             | —         | MPC                           |
| 246829                  | 2009 UF71  | 22 out 2009 | Mount Lemmon         | Mount Lemmon Survey  | —         | MPC                           |
| 246830                  | 2009 UZ71  | 23 out 2009 | Kitt Peak            | Spacewatch           | —         | MPC                           |
| 246831                  | 2009 UK81  | 22 out 2009 | Mount Lemmon         | Mount Lemmon Survey  | Vesta     | MPC                           |
| 246832                  | 2009 UV135 | 24 out 2009 | Catalina             | CSS                  | —         | MPC                           |
| 246833                  | 2009 UD136 | 24 out 2009 | Catalina             | CSS                  | Vesta     | MPC                           |
| 246834                  | 2009 WJ10  | 19 nov 2009 | Socorro              | LINEAR               | —         | MPC                           |
| 246835                  | 2009 WA204 | 16 nov 2009 | Kitt Peak            | Spacewatch           | —         | MPC                           |
| 246836                  | 2009 WH212 | 18 nov 2009 | Kitt Peak            | Spacewatch           | —         | MPC                           |
| 246837 Bethfabinsky     | 2010 CR51  | 13 fev 2010 | WISE                 | WISE                 | —         | MPC                           |
| 246838                  | 2010 CN144 | 13 fev 2010 | Catalina             | CSS                  | —         | MPC                           |
| 246839                  | 2010 CE148 | 14 fev 2010 | Mount Lemmon         | Mount Lemmon Survey  | —         | MPC                           |
| 246840                  | 2010 DW45  | 17 fev 2010 | Kitt Peak            | Spacewatch           | —         | MPC                           |
| 246841 Williamirace     | 2010 DR58  | 24 fev 2010 | WISE                 | WISE                 | —         | MPC                           |
| 246842 Dutchstapelbroek | 2010 EZ5   | 2 mar 2010  | WISE                 | WISE                 | —         | MPC                           |
| 246843                  | 2010 EE31  | 4 mar 2010  | Kitt Peak            | Spacewatch           | —         | MPC                           |
| 246844                  | 2010 EM73  | 13 mar 2010 | Catalina             | CSS                  | —         | MPC                           |
| 246845                  | 2010 EE121 | 14 mar 2010 | Catalina             | CSS                  | —         | MPC                           |
| 246846                  | 2010 EY126 | 15 mar 2010 | Catalina             | CSS                  | Brangane  | MPC                           |
| 246847                  | 2010 EO139 | 13 mar 2010 | Catalina             | CSS                  | —         | MPC                           |
| 246848                  | 2010 EL140 | 12 mar 2010 | Kitt Peak            | Spacewatch           | —         | MPC                           |
| 246849                  | 2010 FB48  | 22 mar 2010 | ESA OGS              | ESA OGS              | —         | MPC                           |
| 246850                  | 2010 FP55  | 25 mar 2010 | Kitt Peak            | Spacewatch           | —         | MPC                           |
| 246851                  | 2010 GV24  | 7 abr 2010  | La Sagra             | Mallorca Obs.        | —         | MPC                           |
| 246852                  | 2010 GM27  | 5 abr 2010  | Mount Lemmon         | Mount Lemmon Survey  | Themis    | MPC                           |
| 246853                  | 2010 GU30  | 4 abr 2010  | Catalina             | CSS                  | —         | MPC                           |
| 246854                  | 2010 GL97  | 7 abr 2010  | Kitt Peak            | Spacewatch           | —         | MPC                           |
| 246855                  | 2010 GY116 | 10 abr 2010 | Mount Lemmon         | Mount Lemmon Survey  | —         | MPC                           |
| 246856                  | 2010 GC117 | 10 abr 2010 | Mount Lemmon         | Mount Lemmon Survey  | —         | MPC                           |
| 246857                  | 2010 HU77  | 20 abr 2010 | Kitt Peak            | Spacewatch           | —         | MPC                           |
| 246858                  | 2010 HX78  | 25 abr 2010 | Nogales              | Tenagra II Obs.      | —         | MPC                           |
| 246859                  | 2010 JZ115 | 5 mai 2010  | Nogales              | Tenagra II Obs.      | —         | MPC                           |
| 246860                  | 2010 JK155 | 9 mai 2010  | Mount Lemmon         | Mount Lemmon Survey  | —         | MPC                           |
| 246861 Johnelwell       | 2010 KC18  | 17 mai 2010 | WISE                 | WISE                 | —         | MPC                           |
| 246862                  | 2655 P-L   | 24 set 1960 | Palomar              | PLS                  | —         | MPC                           |
| 246863                  | 2697 P-L   | 24 set 1960 | Palomar              | PLS                  | —         | MPC                           |
| 246864                  | 6379 P-L   | 24 set 1960 | Palomar              | PLS                  | —         | MPC                           |
| 246865                  | 6770 P-L   | 24 set 1960 | Palomar              | PLS                  | —         | MPC                           |
| 246866                  | 1356 T-2   | 29 set 1973 | Palomar              | PLS                  | —         | MPC                           |
| 246867                  | 2057 T-2   | 29 set 1973 | Palomar              | PLS                  | —         | MPC                           |
| 246868                  | 1366 T-3   | 17 out 1977 | Palomar              | PLS                  | —         | MPC                           |
| 246869                  | 4583 T-3   | 16 out 1977 | Palomar              | PLS                  | —         | MPC                           |
| 246870                  | 1993 RX14  | 15 set 1993 | La Silla             | E. W. Elst           | —         | MPC                           |
| 246871                  | 1993 TL14  | 9 out 1993  | La Silla             | E. W. Elst           | —         | MPC                           |
| 246872                  | 1993 TK23  | 9 out 1993  | La Silla             | E. W. Elst           | —         | MPC                           |
| 246873                  | 1994 PQ7   | 10 ago 1994 | La Silla             | E. W. Elst           | —         | MPC                           |
| 246874                  | 1994 UE7   | 28 out 1994 | Kitt Peak            | Spacewatch           | —         | MPC                           |
| 246875                  | 1994 WR6   | 28 nov 1994 | Kitt Peak            | Spacewatch           | —         | MPC                           |
| 246876                  | 1994 XH2   | 1 dez 1994  | Kitt Peak            | Spacewatch           | —         | MPC                           |
| 246877                  | 1995 DZ2   | 24 fev 1995 | Siding Spring        | R. H. McNaught       | —         | MPC                           |
| 246878                  | 1995 OY5   | 22 jul 1995 | Kitt Peak            | Spacewatch           | —         | MPC                           |
| 246879                  | 1995 SB19  | 18 set 1995 | Kitt Peak            | Spacewatch           | —         | MPC                           |
| 246880                  | 1995 SR54  | 17 set 1995 | Xinglong             | SCAP                 | —         | MPC                           |
| 246881                  | 1995 TZ2   | 10 out 1995 | Kitt Peak            | Spacewatch           | Brangane  | MPC                           |
| 246882                  | 1996 BB11  | 24 jan 1996 | Kitt Peak            | Spacewatch           | —         | MPC                           |
| 246883                  | 1996 BF12  | 24 jan 1996 | Kitt Peak            | Spacewatch           | —         | MPC                           |
| 246884                  | 1996 EJ15  | 12 mar 1996 | Kitt Peak            | Spacewatch           | —         | MPC                           |
| 246885                  | 1996 GV8   | 13 abr 1996 | Kitt Peak            | Spacewatch           | —         | MPC                           |
| 246886                  | 1996 XY4   | 6 dez 1996  | Kitt Peak            | Spacewatch           | —         | MPC                           |
| 246887                  | 1996 XK28  | 12 dez 1996 | Kitt Peak            | Spacewatch           | —         | MPC                           |
| 246888                  | 1997 CE14  | 3 fev 1997  | Kitt Peak            | Spacewatch           | —         | MPC                           |
| 246889                  | 1997 EB7   | 3 mar 1997  | Kitt Peak            | Spacewatch           | —         | MPC                           |
| 246890                  | 1997 EF15  | 4 mar 1997  | Kitt Peak            | Spacewatch           | —         | MPC                           |
| 246891                  | 1997 JY10  | 8 mai 1997  | Kitt Peak            | Spacewatch           | —         | MPC                           |
| 246892                  | 1997 NU5   | 7 jul 1997  | Kitt Peak            | Spacewatch           | —         | MPC                           |
| 246893                  | 1997 OB1   | 29 jul 1997 | San Marcello         | A. Boattini, L. Tesi | —         | MPC                           |
| 246894                  | 1997 SM6   | 23 set 1997 | Kitt Peak            | Spacewatch           | —         | MPC                           |
| 246895                  | 1997 SP8   | 23 set 1997 | Kitt Peak            | Spacewatch           | —         | MPC                           |
| 246896                  | 1997 SV9   | 28 set 1997 | Kitt Peak            | Spacewatch           | —         | MPC                           |
| 246897                  | 1997 SH15  | 28 set 1997 | Kitt Peak            | Spacewatch           | —         | MPC                           |
| 246898                  | 1997 SB31  | 27 set 1997 | Kitt Peak            | Spacewatch           | Phocaea   | MPC                           |
| 246899                  | 1997 TB5   | 1 out 1997  | Caussols             | ODAS                 | —         | MPC                           |
| 246900                  | 1997 WB18  | 23 nov 1997 | Kitt Peak            | Spacewatch           | —         | MPC                           |

## 246901–247000
| Designação    | Designação | Descoberta  | Descoberta          | Descobridor(es)     | Categoria | Mais informações / Referência |
| Permanente    | Provisória | Data        | Local               | Descobridor(es)     | Categoria | Mais informações / Referência |
| ------------- | ---------- | ----------- | ------------------- | ------------------- | --------- | ----------------------------- |
| 246901        | 1997 WW55  | 28 nov 1997 | Kitt Peak           | Spacewatch          | —         | MPC                           |
| 246902        | 1998 DT19  | 26 fev 1998 | Kitt Peak           | Spacewatch          | —         | MPC                           |
| 246903        | 1998 DA22  | 22 fev 1998 | Kitt Peak           | Spacewatch          | —         | MPC                           |
| 246904        | 1998 FD10  | 24 mar 1998 | Caussols            | ODAS                | —         | MPC                           |
| 246905        | 1998 FH20  | 20 mar 1998 | Socorro             | LINEAR              | —         | MPC                           |
| 246906        | 1998 HL10  | 17 abr 1998 | Kitt Peak           | Spacewatch          | —         | MPC                           |
| 246907        | 1998 KC3   | 23 mai 1998 | Kitt Peak           | Spacewatch          | —         | MPC                           |
| 246908        | 1998 MU1   | 16 jun 1998 | Kitt Peak           | Spacewatch          | —         | MPC                           |
| 246909        | 1998 QV4   | 22 ago 1998 | Xinglong            | SCAP                | —         | MPC                           |
| 246910        | 1998 QZ5   | 24 ago 1998 | Caussols            | ODAS                | —         | MPC                           |
| 246911        | 1998 QY96  | 19 ago 1998 | Socorro             | LINEAR              | —         | MPC                           |
| 246912        | 1998 RB41  | 14 set 1998 | Socorro             | LINEAR              | —         | MPC                           |
| 246913 Slocum | 1998 SU63  | 23 set 1998 | NRC-DAO             | G. C. L. Aikman     | —         | MPC                           |
| 246914        | 1998 SZ124 | 26 set 1998 | Socorro             | LINEAR              | —         | MPC                           |
| 246915        | 1998 UK5   | 22 out 1998 | Caussols            | ODAS                | —         | MPC                           |
| 246916        | 1998 UZ5   | 22 out 1998 | Caussols            | ODAS                | —         | MPC                           |
| 246917        | 1998 UR18  | 25 out 1998 | Oizumi              | T. Kobayashi        | —         | MPC                           |
| 246918        | 1998 UN27  | 18 out 1998 | La Silla            | E. W. Elst          | —         | MPC                           |
| 246919        | 1998 UB42  | 28 out 1998 | Socorro             | LINEAR              | —         | MPC                           |
| 246920        | 1998 WY3   | 18 nov 1998 | Socorro             | LINEAR              | —         | MPC                           |
| 246921        | 1998 WT10  | 21 nov 1998 | Socorro             | LINEAR              | —         | MPC                           |
| 246922        | 1998 WR34  | 17 nov 1998 | Kitt Peak           | Spacewatch          | —         | MPC                           |
| 246923        | 1998 XW11  | 15 dez 1998 | Socorro             | LINEAR              | —         | MPC                           |
| 246924        | 1999 AJ1   | 7 jan 1999  | Kitt Peak           | Spacewatch          | —         | MPC                           |
| 246925        | 1999 BG3   | 19 jan 1999 | Catalina            | CSS                 | —         | MPC                           |
| 246926        | 1999 BO11  | 20 jan 1999 | Caussols            | ODAS                | —         | MPC                           |
| 246927        | 1999 BF32  | 19 jan 1999 | Kitt Peak           | Spacewatch          | —         | MPC                           |
| 246928        | 1999 CV2   | 9 fev 1999  | Ondřejov            | L. Kotková          | —         | MPC                           |
| 246929        | 1999 CW129 | 6 fev 1999  | Mauna Kea           | C. Veillet          | —         | MPC                           |
| 246930        | 1999 ET14  | 14 mar 1999 | Kitt Peak           | Spacewatch          | —         | MPC                           |
| 246931        | 1999 HE7   | 19 abr 1999 | Kitt Peak           | Spacewatch          | Themis    | MPC                           |
| 246932        | 1999 JR5   | 10 mai 1999 | Socorro             | LINEAR              | —         | MPC                           |
| 246933        | 1999 LN5   | 11 jun 1999 | Socorro             | LINEAR              | —         | MPC                           |
| 246934        | 1999 PL    | 6 ago 1999  | Monte Agliale       | M. M. M. Santangelo | —         | MPC                           |
| 246935        | 1999 RB8   | 3 set 1999  | Kitt Peak           | Spacewatch          | —         | MPC                           |
| 246936        | 1999 RT13  | 7 set 1999  | Socorro             | LINEAR              | —         | MPC                           |
| 246937        | 1999 RF15  | 7 set 1999  | Socorro             | LINEAR              | —         | MPC                           |
| 246938        | 1999 RU17  | 7 set 1999  | Socorro             | LINEAR              | —         | MPC                           |
| 246939        | 1999 RX30  | 8 set 1999  | Socorro             | LINEAR              | —         | MPC                           |
| 246940        | 1999 RK51  | 7 set 1999  | Socorro             | LINEAR              | —         | MPC                           |
| 246941        | 1999 RF100 | 8 set 1999  | Socorro             | LINEAR              | —         | MPC                           |
| 246942        | 1999 RV101 | 8 set 1999  | Socorro             | LINEAR              | —         | MPC                           |
| 246943        | 1999 RF106 | 8 set 1999  | Socorro             | LINEAR              | —         | MPC                           |
| 246944        | 1999 RD109 | 8 set 1999  | Socorro             | LINEAR              | —         | MPC                           |
| 246945        | 1999 RP116 | 9 set 1999  | Socorro             | LINEAR              | —         | MPC                           |
| 246946        | 1999 RC133 | 9 set 1999  | Socorro             | LINEAR              | —         | MPC                           |
| 246947        | 1999 RW141 | 9 set 1999  | Socorro             | LINEAR              | —         | MPC                           |
| 246948        | 1999 RB142 | 9 set 1999  | Socorro             | LINEAR              | —         | MPC                           |
| 246949        | 1999 RE149 | 9 set 1999  | Socorro             | LINEAR              | —         | MPC                           |
| 246950        | 1999 RY185 | 9 set 1999  | Socorro             | LINEAR              | Mitidika  | MPC                           |
| 246951        | 1999 RL191 | 14 set 1999 | Kitt Peak           | Spacewatch          | —         | MPC                           |
| 246952        | 1999 RC201 | 8 set 1999  | Socorro             | LINEAR              | —         | MPC                           |
| 246953        | 1999 RU201 | 8 set 1999  | Socorro             | LINEAR              | —         | MPC                           |
| 246954        | 1999 RH209 | 8 set 1999  | Socorro             | LINEAR              | —         | MPC                           |
| 246955        | 1999 RV219 | 4 set 1999  | Catalina            | CSS                 | —         | MPC                           |
| 246956        | 1999 RA242 | 14 set 1999 | Socorro             | LINEAR              | —         | MPC                           |
| 246957        | 1999 SA4   | 29 set 1999 | Višnjan Observatory | K. Korlević         | —         | MPC                           |
| 246958        | 1999 SG21  | 30 set 1999 | Kitt Peak           | Spacewatch          | —         | MPC                           |
| 246959        | 1999 TV3   | 2 out 1999  | Ondřejov            | L. Kotková          | —         | MPC                           |
| 246960        | 1999 TS20  | 7 out 1999  | Goodricke-Pigott    | R. A. Tucker        | Brangane  | MPC                           |
| 246961        | 1999 TT38  | 1 out 1999  | Catalina            | CSS                 | —         | MPC                           |
| 246962        | 1999 TS39  | 3 out 1999  | Catalina            | CSS                 | —         | MPC                           |
| 246963        | 1999 TG45  | 3 out 1999  | Kitt Peak           | Spacewatch          | —         | MPC                           |
| 246964        | 1999 TG61  | 7 out 1999  | Kitt Peak           | Spacewatch          | Pallas    | MPC                           |
| 246965        | 1999 TS70  | 9 out 1999  | Kitt Peak           | Spacewatch          | —         | MPC                           |
| 246966        | 1999 TX79  | 11 out 1999 | Kitt Peak           | Spacewatch          | Mitidika  | MPC                           |
| 246967        | 1999 TY106 | 4 out 1999  | Socorro             | LINEAR              | —         | MPC                           |
| 246968        | 1999 TU125 | 4 out 1999  | Socorro             | LINEAR              | —         | MPC                           |
| 246969        | 1999 TV135 | 6 out 1999  | Socorro             | LINEAR              | Brangane  | MPC                           |
| 246970        | 1999 TX138 | 6 out 1999  | Socorro             | LINEAR              | —         | MPC                           |
| 246971        | 1999 TB149 | 7 out 1999  | Socorro             | LINEAR              | —         | MPC                           |
| 246972        | 1999 TU150 | 7 out 1999  | Socorro             | LINEAR              | —         | MPC                           |
| 246973        | 1999 TA155 | 7 out 1999  | Socorro             | LINEAR              | —         | MPC                           |
| 246974        | 1999 TW155 | 7 out 1999  | Socorro             | LINEAR              | —         | MPC                           |
| 246975        | 1999 TO170 | 10 out 1999 | Socorro             | LINEAR              | —         | MPC                           |
| 246976        | 1999 TY190 | 12 out 1999 | Socorro             | LINEAR              | —         | MPC                           |
| 246977        | 1999 TO220 | 1 out 1999  | Catalina            | CSS                 | —         | MPC                           |
| 246978        | 1999 TB221 | 2 out 1999  | Catalina            | CSS                 | —         | MPC                           |
| 246979        | 1999 TA230 | 3 out 1999  | Socorro             | LINEAR              | —         | MPC                           |
| 246980        | 1999 TQ246 | 6 out 1999  | Socorro             | LINEAR              | —         | MPC                           |
| 246981        | 1999 TG247 | 6 out 1999  | Kitt Peak           | Spacewatch          | —         | MPC                           |
| 246982        | 1999 TM254 | 8 out 1999  | Socorro             | LINEAR              | —         | MPC                           |
| 246983        | 1999 TW254 | 13 out 1999 | Socorro             | LINEAR              | —         | MPC                           |
| 246984        | 1999 TM269 | 3 out 1999  | Socorro             | LINEAR              | —         | MPC                           |
| 246985        | 1999 TZ270 | 3 out 1999  | Socorro             | LINEAR              | —         | MPC                           |
| 246986        | 1999 TL274 | 6 out 1999  | Socorro             | LINEAR              | —         | MPC                           |
| 246987        | 1999 TW291 | 10 out 1999 | Socorro             | LINEAR              | —         | MPC                           |
| 246988        | 1999 TA307 | 3 out 1999  | Kitt Peak           | Spacewatch          | —         | MPC                           |
| 246989        | 1999 TP320 | 10 out 1999 | Socorro             | LINEAR              | —         | MPC                           |
| 246990        | 1999 UO27  | 30 out 1999 | Kitt Peak           | Spacewatch          | —         | MPC                           |
| 246991        | 1999 UY40  | 16 out 1999 | Socorro             | LINEAR              | —         | MPC                           |
| 246992        | 1999 UT41  | 18 out 1999 | Socorro             | LINEAR              | —         | MPC                           |
| 246993        | 1999 US52  | 31 out 1999 | Catalina            | CSS                 | —         | MPC                           |
| 246994        | 1999 UF53  | 20 out 1999 | Socorro             | LINEAR              | —         | MPC                           |
| 246995        | 1999 UU58  | 29 out 1999 | Anderson Mesa       | LONEOS              | —         | MPC                           |
| 246996        | 1999 UQ60  | 31 out 1999 | Socorro             | LINEAR              | —         | MPC                           |
| 246997        | 1999 VG9   | 8 nov 1999  | Višnjan             | K. Korlević         | —         | MPC                           |
| 246998        | 1999 VG16  | 2 nov 1999  | Kitt Peak           | Spacewatch          | —         | MPC                           |
| 246999        | 1999 VN41  | 4 nov 1999  | Kitt Peak           | Spacewatch          | —         | MPC                           |
| 247000        | 1999 VZ43  | 3 nov 1999  | Catalina            | CSS                 | —         | MPC                           |